# Війна на сході України
Війна на сході України, або війна на Донбасі — етап російсько-української війни, розпочатий російськими загонами, які вторглися у квітні 2014 року на територію української частини Донбасу після захоплення Російською Федерацією Криму, серії проросійських виступів в Україні і проголошення «державних суверенітетів» ДНР і ЛНР. Конфлікт мав характер міжнародного. За географічним масштабом був локальним і охоплював частини Донецької і Луганської областей України.
Попри численні факти участі Збройних сил РФ та докази причетності Росії до війни, офіційно Росія не визнавала факту свого вторгнення в Україну, тому з українського боку до 24 лютого 2022 року війна розглядалася як неоголошена. Деякі українські політики називали війну на сході України «гібридною війною» Росії проти України. Юридично на сході України до 24 лютого 2022 року тривали антитерористична операція (2014—2018) та операція Об'єднаних Сил (2018—2022). Російська влада неодноразово заявляла про своє несприйняття Антитерористичної операції й вимагала її припинення та початку переговорів з бойовиками.
Бойові дії війни на Донбасі почалися із захоплення 12 квітня 2014 року російськими загонами, керованими офіцерами спецслужб РФ, українських міст — Слов'янська, Краматорська і Дружківки, де захопленою у відділках МВС зброєю російські диверсанти озброїли місцевих колаборантів і прийняли до своїх лав. В умовах неспротиву місцевих силових структур України, а іноді й відкритої співпраці, невеликі штурмові загони російських диверсантів у наступні дні взяли під контроль Горлівку й інші міста Донеччини та Луганщини. 13 квітня 2014 року, у відповідь на вторгнення диверсійних загонів, в.о. президента України Олександр Турчинов оголосив про початок Антитерористичної операції. Перекинуті у район Слов'янська та Краматорська спецпідрозділи СБУ і Збройних сил України прийняли перший бій зранку 13 квітня у Семенівці, передмісті Слов'янська, потрапивши у засідку проросійських бойовиків, у якій загинув капітан СБУ «Альфа».
Після серії невдалих великих боїв на початку травня 2014 року під Слов'янськом, де українські сили втратили 2 бойові гелікоптери Мі-24 від вогню російських ПЗРК, а також кількох засідок, керівництво АТО ухвалило рішення поступово оточувати Слов'янськ, відрізаючи гарнізон проросійських бойовиків від постачання зброї з Росії. 11 травня 2014 року проросійські сили провели референдуми на території деяких районів Донецької та Луганської областей, на які винесли питання про підтримку державної самостійності проголошених у квітні суверенних ДНР та ЛНР. За підрахунками організаторів референдумів, питання було підтримане виборцями, а на думку незалежних свідків, референдуми мали всі ознаки фіктивності.
1 червня 2014 року проросійські бойовики почали кількаденний штурм прикордонної застави у Луганську, який закінчився 4 червня виходом українського гарнізону з прикордонної застави. 2 червня 2014 року біля штабу проросійських бойовиків, що розміщувався в Луганській ОДА, сталася серія вибухів, від яких загинули і мирні жителі. 12 червня почалося постачання важкої бронетехніки з РФ: до Сніжного прибула колона танків, а через Луганськ пройшла колона систем залпового вогню «Град», які наступного дня вперше застосували у війні на Донбасі — 13 червня російські бойовики обстріляли український блокпост під Добропіллям.
20 червня 2014 року новообраний Президент України Петро Порошенко оголосив про початок десятиденного одностороннього припинення вогню, пообіцявши амністію і звільнення від кримінального переслідування всім, хто складе зброю, створення спільних підрозділів МВС для забезпечення громадського порядку, децентралізацію, узгодження голів обласних адміністрацій із представниками Донбасу, дострокові місцеві та парламентські вибори. Проросійські бойовики на запропоновані умови не пристали і припинення вогню не підтримали.
Після закінчення 10 днів одностороннього припинення вогню українські сили завершили оточення Слов'янська, змусивши угруповання російських бойовиків 5 липня відступити до Донецька. Штаб АТО почав масштабну операцію зі встановлення контролю над російсько-українським кордоном, створюючи силами кількох бригад 15-кілометрову зону вздовж кордону, контрольовану Збройними силами України і батальйонами територіальної оборони. Водночас українські сили почали операцію з деблокування ЛАП й оточення Луганська.
11 липня 2014 року на фоні загрози повного блокування кордону українськими силами російські регулярні війська почали брати участь у війні, завдавши зі своєї території нищівного ракетного удару українським формуванням під Зеленопіллям — селом за кілька кілометрів від російсько-українського кордону. Відтоді вся лінія українських формувань біля кордону — від Луганської області до узбережжя Азовського моря — впродовж липня-серпня 2014 року перебувала під систематичними артилерійськими обстрілами з території РФ, на які українські формування не відповідали. Обстріли спричинили перерізання ліній постачання українського угрупування, що перебувало в районі Ізвариного, через що значні українські сили перебували в оточенні впродовж тижнів. Операцію з їхнього деблокування провели 6—7 серпня, після чого виснажені підрозділи вивели із зони бойових дій, таким чином остаточно втративши контроль над 140 км державного кордону.
Станом на серпень 2017 року відбувалися постійні локальні бої, які дещо стихли перед початком навчального року. Мало не щодня в ЗМІ (українських і закордонних) були повідомлення про обстріли, поранених і вбитих. Так, станом на 30 серпня 2017 року за день був 21 обстріл зі сторони ОРДЛО.
У 2022 році, після визнання Росією незалежності так званих «народних республік», Росія повноцінно вторглася в Україну, що стало початком нового етапу російсько-української війни.

## Передбачення
Передбачення вирішальної ролі Донбасу у долі сучасної української держави належить декільком українським політичним, громадсько-політичним діячам і аналітикам. Академік Іван Дзюба цитує передбачення від 2005 року професора і шеф-редактора аналітичного журналу «Схід» Володимира Білецького, озвучене на VI Міжнародному конгресі УКРАЇНІСТІВ 28 ЧЕРВНЯ — 1 ЛИПНЯ 2005 р. у Донецьку:
| Схід України в інтеґративних процесах сучасного державотворення займає центральне, вирішальне місце. По суті сам державницький "Український проект" буде успішним або не успішним у сучасних вимірах в залежності від того, як скоро і як глибоко Схід, зокрема Донбас, буде інтеґрований в державотворчі процеси. Попри всю важливість Сходу України для загальних державотворчих процесів, системних державних чи недержавних проектів, планів, концепцій інтеґрації Донеччини в ці процеси (станом на 2005 рік) немає. У цих умовах доля Сходу України, Донбасу, як і масштабів та конфігурації всього "Українського проекту" не є остаточно визначеною. |.
Війну Росії проти України, зокрема, передбачали: Джохар Дудаєв (1995), Борис Березовський (2009), Андрій Ілларіонов (2014), Павло Клімкін (2021), Михайло Кофман (січень 2022), Олексій Арестович (2019), Олександр Невзоров (2021) та ін.

## Передумови

### Проросійські виступи

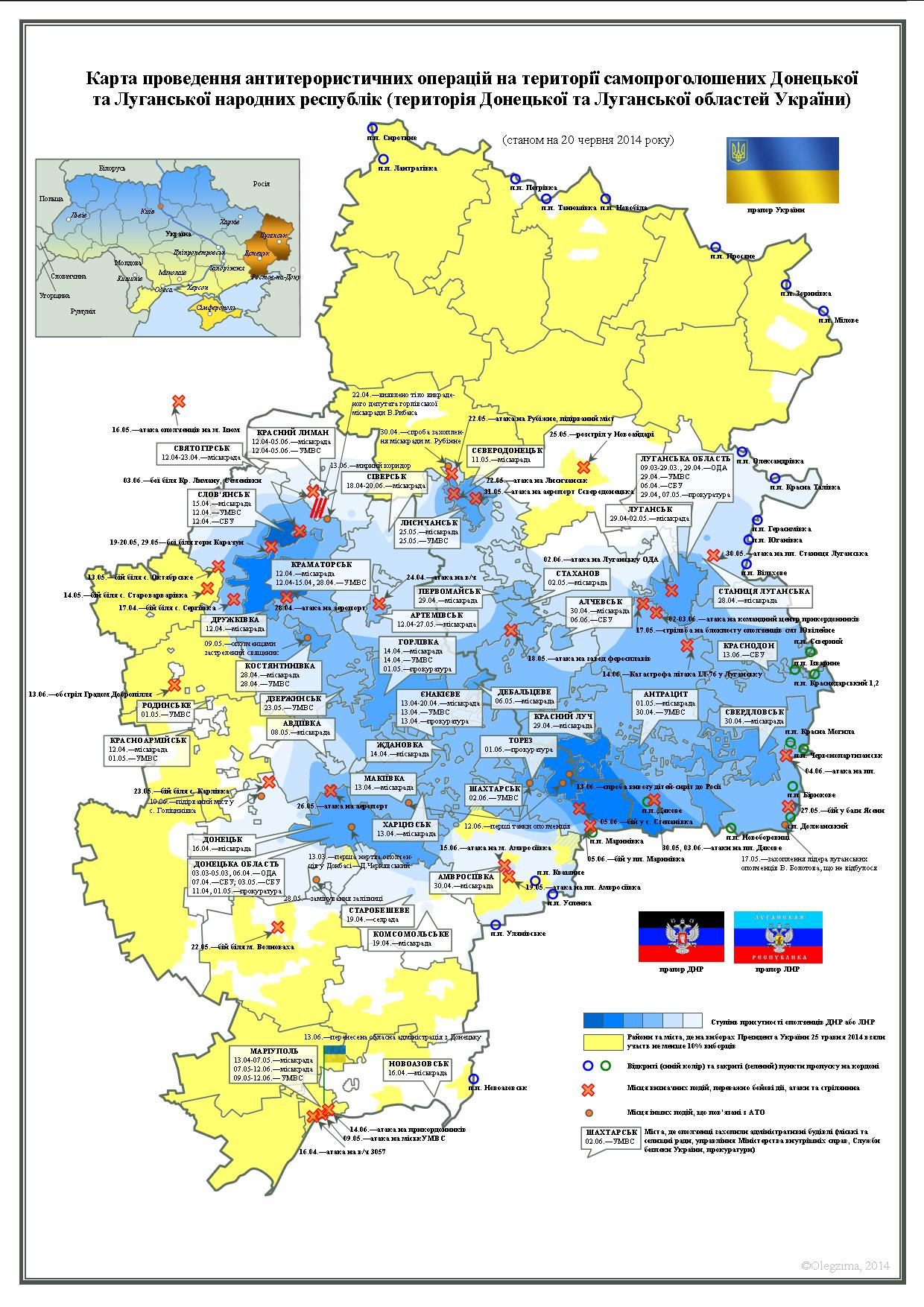
Взяття під контроль державних установ проросійськими силами навесні 2014 року

Протягом березня-травня 2014 року в багатьох містах східних, центральних і південних регіонів України відбулася серія мітингів і акцій, що отримала назву «Російська весна» (рос. «Русская весна»). Причиною виступів стали події Євромайдану та процес встановлення Росією контролю над Кримом — акції відбувалися під російськими прапорами і з проросійськими гаслами, висували широкий спектр вимог — від переходу до федеративного устрою України до закликів розділення території України і повторення «Кримського сценарію» з входженням до складу Росії. У виступах брали участь як місцеві жителі, так і привезені з Росії активісти. Найбільші мітинги відбулися в Донецьку, Луганську, Харкові, Одесі, Дніпропетровську, Запоріжжі. Акції часто переростали у сутички з проукраїнськими мітингами, що відбувалися в містах у той же час під українськими прапорами і з проєвропейськими гаслами та на підтримку територіальної цілісності України. Зокрема, 13 березня сталася перша смерть у подіях на сході — на проукраїнському мітингу в Донецьку вбили його учасника Дмитра Чернявського, місцевого активіста з Донеччини.
11 березня в.о. міністр оборони Ігор Тенюх заявив, що Збройні сили Російської Федерації розгорнули групу військових чисельністю 220 тис. в Криму та для навчань біля східних кордонів України. Водночас із 41 тис. особового складу Сухопутних військ України боєздатними є лише 6 тис.
- у лютому 2016 року оприлюднено стенограму із засідання РНБО від 28 лютого 2014 року. У доповіді Тенюха зазначалося, що Україна могла зібрати всього 5 тис. боєздатних військових, при цьому на Київському, Харківському і Донецькому напрямках Росія вже сконцентрувала 38 тис. осіб, 761 одиницю танків, 2 200 броньованих машин, 720 артилерійських систем залпового вогню, до 40 ударних вертольотів і 90 вертольотів бойового забезпечення, 90 літаків штурмової авіації. В акваторії Чорного моря на бойове чергування вийшло 80 військових кораблів РФ.[46]

16 березня, у день проведення Росією референдуму в Криму, в мережі з'явилося повідомлення від проросійських бойовиків про готовність почати війну у разі «погроз на адресу Південного сходу» і ультиматум про виведення українських військових формувань і техніки з «їхньої території». Через кілька днів російські ЗМІ опублікували інтерв'ю бойовиків, які назвалися «координаційним штабом Луганської області». У ньому бойовики заявили про готовність виставити 20 тис. озброєних чоловіків і наполягали на отриманні «федеративного статусу» області та проведенні референдуму, де вирішуватиметься питання входження Луганської області до складу РФ чи можливість залишитися частиною України.
18 березня 2014 року з метою зниження соціального напруження прем'єр-міністр Арсеній Яценюк оприлюднив звернення до мешканців південних і східних регіонів України, в якому запевнив про незмінність статусу російської мови як регіональної, а також повідомив про намір суттєво децентралізувати владу, передавши на обласний і районний рівень широкі фінансові повноваження, а також право вирішувати питання освіти, культури, історії та героїв. Щодо зовнішньої політики, повідомив про намір відновити добрі стосунки з РФ, підкреслив односторонній характер економічних преференцій зі сторони ЄС у рамках угоди, а також про відсутність намірів вступу України до НАТО.
На початку квітня 2014 року проросійські сили суттєво загострили ситуацію: 6 квітня вони захопили будівлю СБУ в Луганську, а 7 квітня відбулося «проголошення державного суверенітету» ДНР у Донецьку і ХНР — у Харкові. Після цього керівництво МВС залучило спецпризначенців вінницького «Ягуару» і зранку 8 квітня звільнило захоплений будинок ОДА у Харкові. Проросійські акції не поновлювалися у Запоріжжі після «яєчної неділі» 13 квітня, коли учасників проросійського мітингу закидали яйцями місцеві активісти. Мітинги і акції продовжувалися в Одесі до початку травня, однак припинилися після трагічних подій 2 травня, коли загинуло 49 осіб з української та проросійської сторін.

### Проголошення «народних республік»
Протягом 7—27 квітня, подібно «Кримському сценарію», проголошено ряд «народних республік».
7 квітня учасники зборів у Донецькій ОДА, що назвалися «народною радою», проголосили «Донецьку народну республіку». Учасники зборів зачитали тексти «декларації про суверенітет», «акту про державну самостійність», після чого звернулися до Путіна із закликом «ввести миротворчі війська», і призначили на 11 травня референдум з приводу входження до складу РФ.
Депутати Донецької облради на засідання не з'явилися. Події 7 квітня у Донецьку так описує журналіст Денис Казанський:

| В этот же день толпа, ночевавшая в Донецкой ОГА, провозгласила «Донецкую республику». Произошло это в захваченном зале заседаний, куда люди вошли прямо с улицы. Кто первый успел занять кресла областных депутатов, тот в итоге и голосовал за «суверенитет». [...] Так появился «парламент ДНР». |
| — Денис Казанський |

День 11 травня 2014 року Європейський суд з прав людини визначив як дату, з якої «території, захоплені сепаратистами, перебували під контролем Російської Федерації», отже за події на захопленій території після 11 травня 2014 відповідальна Росія, попри те, що Донбас був і залишається під суверенітетом України.
«Харківську народну республіку» також було проголошено 7 квітня, а спроба проголосити Одеську відбулася 22 квітня. 27 квітня було проголошено «Луганську народну республіку».
- 15 травня 2014 року Генеральною прокуратурою України дані бандформування було кваліфіковано як терористичні організації, які насильницько-збройним шляхом здійснюють терор на сході України.[67]
- У лютому 2015 року було оприлюднено план, що був створений ще взимку 2014 року до втечі Януковича з Києва, в якому детально викладений сценарій відділення Криму Росією та ідея створення «народних республік», автором якого вважають російського олігарха Костянтина Малофєєва.[68][69]
- Через 2 роки один з функціонерів ДНР Денис Пушилін прокоментував події 2014 року:[70]

| Мы конечно же хотели и где-то себе рисовали, что будет такой же самый крымский сценарий. Но это был обман. Может быть самообман… |
| — Денис Пушилін, 2016 |

Подібний спосіб ведення війни був охарактеризований НАТО та українськими військовиками як «гібридна війна».

### Концепт Новоросії
17 квітня 2014 року Президент РФ Володимир Путін, відповідаючи на запитання журналіста на щорічній пресконференції, зробив заяву, що «південний схід України — це Новоросія», а «Харків, Донецьк, Луганськ, Херсон, Миколаїв та Одеса були передані до складу України радянським урядом».
Надалі ватажки проросійських формувань на Донбасі, російські медіаресурси та агітаційні матеріали систематично апелювали до карт з варіаціями поділу України і створеною на її територіях Новоросією.

## Перебіг подій

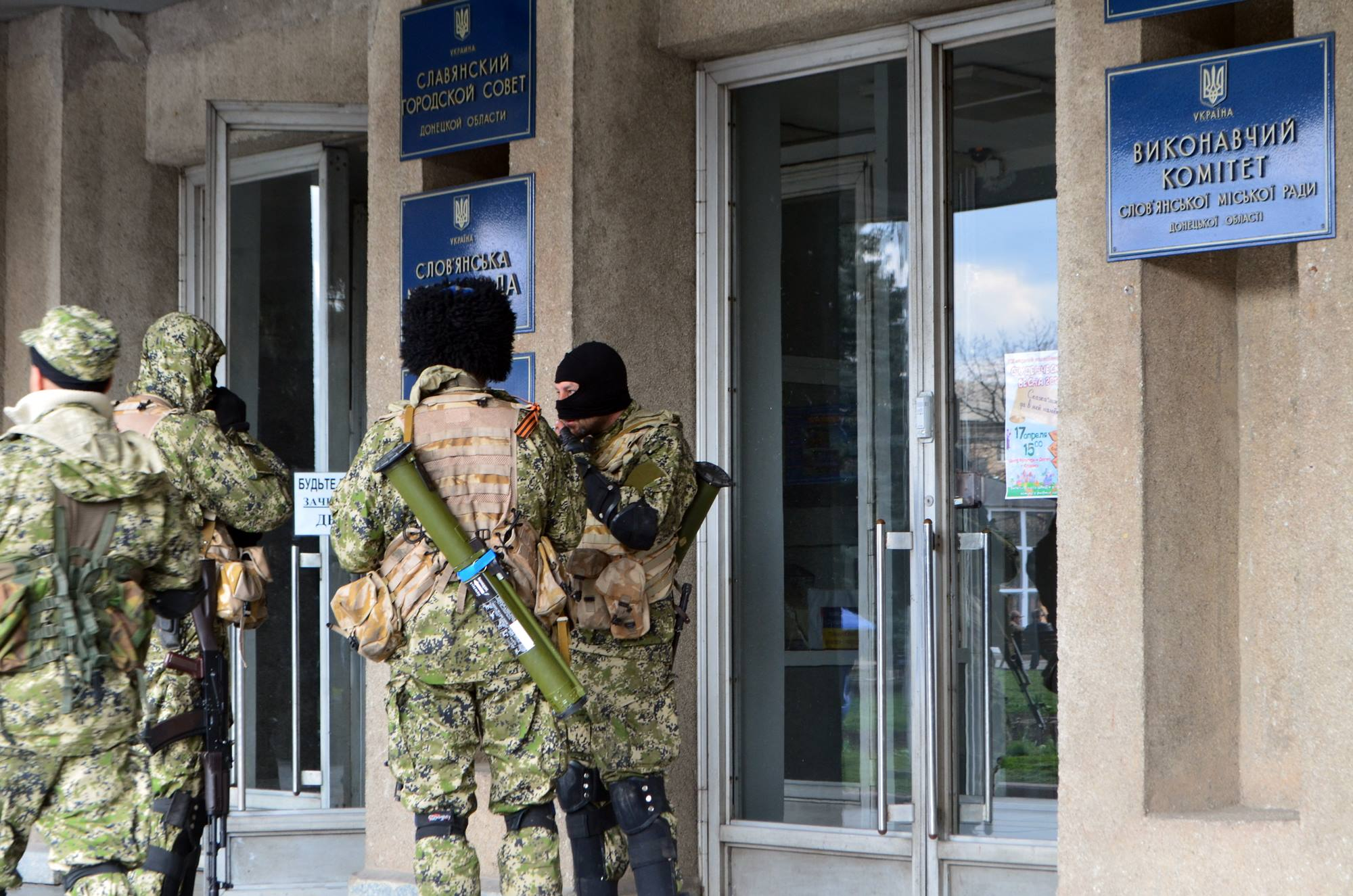
Озброєні АК-74 та РПГ-26 чоловіки біля міської ради Слов'янська, 14 квітня 2014

#### Захоплення росіянами Слов'янська та Краматорська
Близько 9 ранку 12 квітня 2014 року до будівлі Слов'янського міського управління МВС України під'їхали 2 автобуси, що доправили близько 20 добре озброєних і екіпірованих невідомих чоловіків, які захопили установу. Під час штурму бойовики використали димові шашки та сльозогінний газ, стріляли у повітря. Метою захоплення міліцейського відділку було заволодіння вогнепальною зброєю. Увечері того ж дня загін бойовиків захопив відділок МВС у сусідньому місті — Краматорську.
Уже вдень 12 квітня репортер Василь Максимов упізнав у одному з членів штурмової групи в Слов'янську учасника російської інтервенції до Криму — тоді він зі зброєю в руках забороняв репортерам зйомку. Були опубліковані його фото для порівняння в Криму та у Слов'янську.
Станом на ранок 13 квітня диверсанти контролювали усі виїзди зі Слов'янська.

### Початок антитерористичної операції
13 квітня 2014 р. в.о. президента України Олександр Турчинов заявив, що для того, щоб зупинити розгул тероризму, організованого російськими спецслужбами у східних регіонах України, Рада нацбезпеки та оборони розпочинає широкомасштабну антитерористичну операцію із залученням Збройних Сил України.

| Ми робили все, аби уникнути людських жертв. Але ми готові дати відсіч всім спробам вторгнення, дестабілізації та терористичним діям зі зброєю в руках. РНБО ухвалила рішення розпочати широкомасштабну антитерористичну операцію із залученням Збройних Сил України. Ми не дамо Росії повторити кримський сценарій у східному регіоні України. |
| — Олександр Турчинов, 13 квітня 2014 |

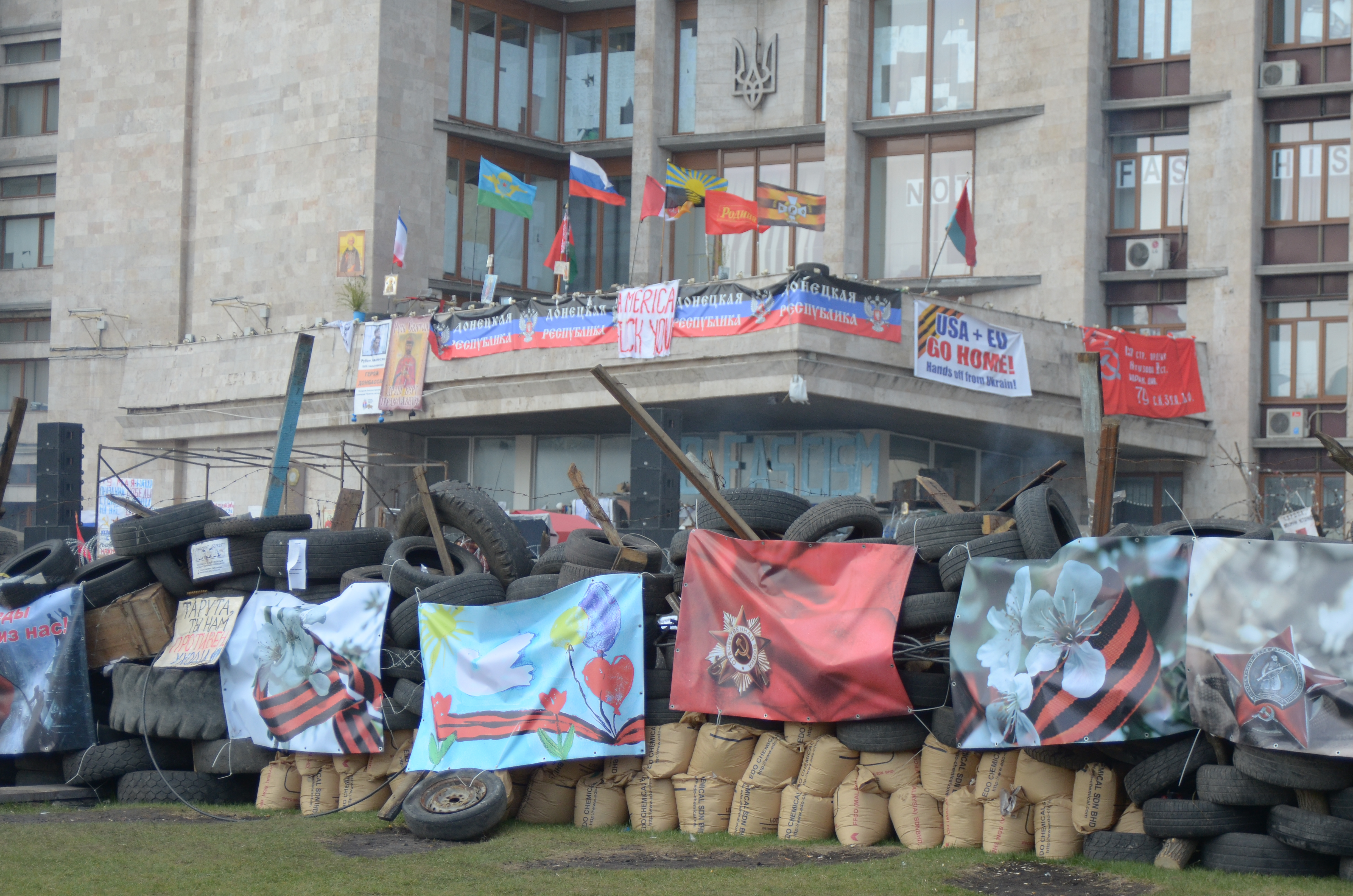
Барикади навколо Донецької обласної державної адміністрації та банери з антиукраїнськими та антизахідними гаслами, 15 квітня 2014

В.о. президента України Олександр Турчинов звернувся до терористів з вимогою скласти зброю до 9.00 ранку 14 квітня із гарантією незастосування проти них покарання.

#### Спроба штурму військової частини Маріуполя
16 квітня 2014 року о 20.30 годині проросійськими бойовиками, озброєними автоматичною зброєю, гранатами та пакетами із запалювальною сумішшю було здійснено напад на військову частину у місті Маріуполь Донецької області. Силами СБУ та міського управління МВС України штурм бойовиків був відбитий. В результаті протистояння загинули 3 та поранено 15 осіб, спалено автомобіль та дві будівлі.

#### Бої під Слов'янськом

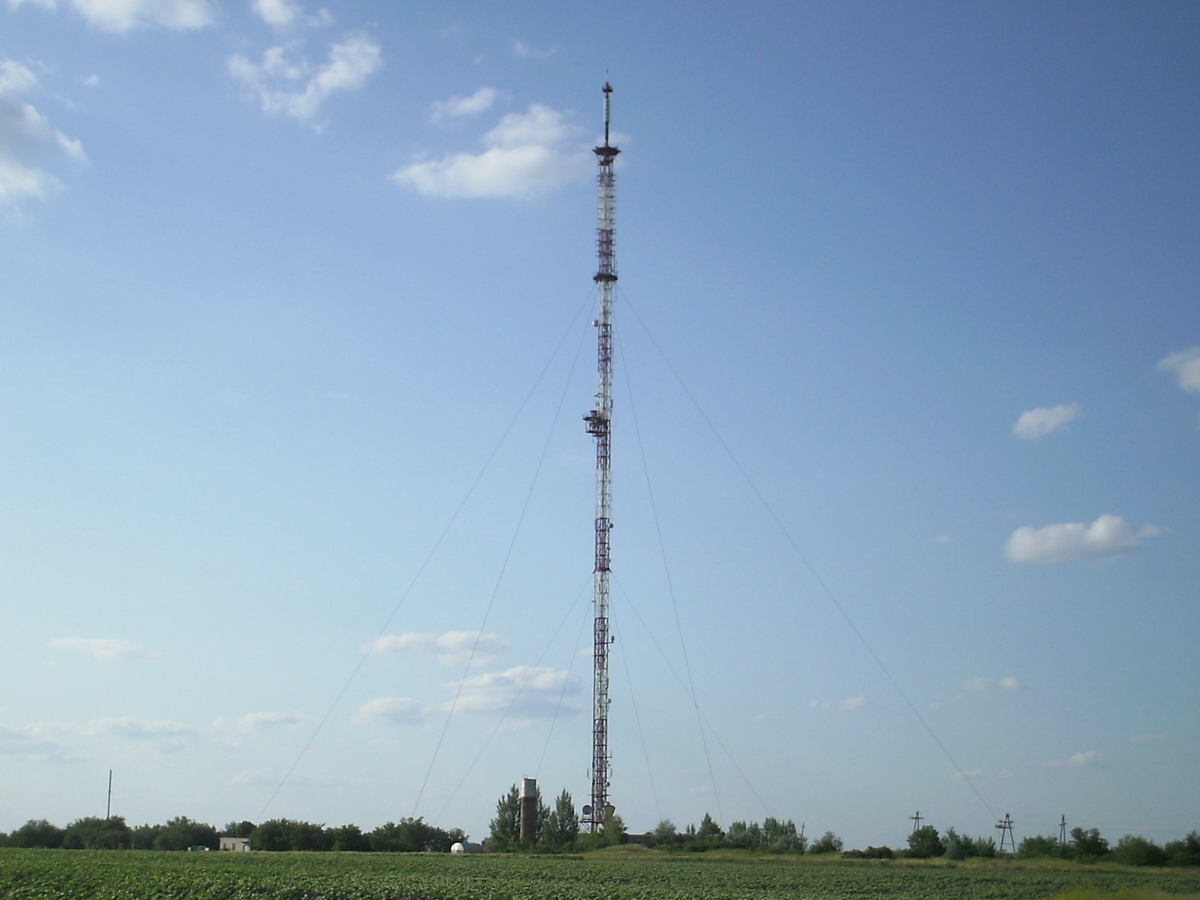
Вежа телерадіоцентру на Карачун-горі поблизу міста Слов'янська Донецької області

17 квітня 2014 року поблизу міста Слов'янськ Донецької області силами розвідувально-диверсійних груп Головного розвідувального управління Генерального штабу Збройних сил Російської Федерації було захоплено телерадіопередавальний центр на горі Карачун, після чого здійснено її вимкнення від українських телерадіоканалів та налагоджено трансляцію першого мультиплексу цифрового телебачення Російської Федерації. 3 травня десантними військами Збройних сил України було відновлено контроль над телевежею на Карачуні та організовано посилене патрулювання стратегічного об'єкта. Через стратегічну важливість гори, її панівну висоту над містом та розташування на ній телерадіовежі, проросійськими бойовиками протягом травня—червня 2014 року неодноразово здійснювалися спроби штурму гори та регулярний її обстріл.
5 травня озброєними проросійськими бойовиками була здійснена спроба прориву з оточеного українськими силовиками міста Слов'янськ. В ході спецоперації угруповання терористів було ліквідоване, залишки злочинців повернулися у місто. В результаті протистояння загинули 4 бійці Служби безпеки та МВС України, одна людина отримала тяжкі поранення.

#### Сутички у Маріуполі, Червоноармійську і референдуми
9 травня 2014 року кількома десятками проросійських бойовиків, озброєних снайперською, автоматичною, великокаліберною зброєю та гранатами, здійснено блокування вулиць міста та вчинено спробу захоплення міського відділення МВС України і військової частини Національної гвардії України. Враховуючи масштабність нападу, рух громадського транспорту в місті було зупинено та залучені Збройні сили України з використанням бронетехніки Внаслідок протистояння загинули 9 та поранено 42 особи, пошкоджено мережу водопостачання, споруди Маріупольської міської ради, прокуратури, військової частини, житлові будинки, а будівля міського відділку міліції згоріла вщент. Серед загиблих 1 боєць Національної гвардії України, 3 силовики територіальної оборони України «Дніпропетровськ» і «Азов» та 2 працівники Маріупольського міського відділення МВС України, у тому числі начальник Маріупольського міського управління ДАІ підполковник Віктор Саєнко та командир Дніпропетровського батальйону територіальної оборони полковник Сергій Демиденко, якому російські бойовики відрізали вуха і викололи очі.
11 травня 2014 року у місті Красноармійськ Донецької області біля міської ради проросійськими бойовиками здійснений напад на правоохоронців. В підсумку сутички одна людина загинула та ще одна була поранена.

#### Засідка під Маячкою
13 травня близько 30-ти проросійських бойовиків влаштували засідку на околиці села Маячкою (тоді Октябрським) Слов'янського району та вчинили напад на колону українських десантників. В результаті годинного збройного протистояння загинули 7 бійців 95-ї аеромобільної бригади Збройних сил України, 9 десантників отримали поранення різного ступеня тяжкості та контузії. Після огляду території на місці засідки виявлено заздалегідь обладнані позиції, контейнери від російських гранатометів РПГ-18 «Муха», РПГ-26 «Аглень» та гільзи від снайперських гвинтівок.
16 травня поблизу Краматорська проросійськими бойовиками вчинений напад на місцевий аеродром, що патрулювався українськими військовими. В результаті 20-хвилинного збройного бою атака проросійських бойовиків була відбита без людських втрат.
18 травня проросійськими бойовиками здійснений обстріл міста Краматорськ та вчинено напад на 5 блок-постів та базовий табір Збройних сил України поблизу Слов'янська і Краматорська. Під час спецоперації зі затримки злочинців українськими військовими нейтралізовані кілька проросійських бойовиків та захоплено ПЗРК «Гром». В ході слідства з'ясувалося, що двоє із затриманих озброєних злочинців виявилися журналістами фейкового російського телеканалу «LifeNews» та видання «Известия» медіахолдингу «Ньюс-Медіа».
29 травня російськими бойовиками поблизу Карачун-гори вчинено авіатеракт.

#### Напади бойовиків 22 травня
22 травня 2014 року проросійські сили здійснили два напади — біля Волновахи і Рубіжного.
Того дня приблизно о 4:30 ранку поблизу міста Волноваха Донецької області стався напад проросійських бойовиків на блокпост українських військових 51-ї механізованої бригади ЗС України. У результаті нападу проросійських бойовиків загинули 18 людей, 32 особи отримали поранення. Того ж дня в засідку проросійських бойовиків потрапила 30-та механізована бригада Збройних сил України, яка рухалась через міст. Бойовики перебували на обладнаних позиціях на березі річки Сіверський Донець та атакували колону. В результаті сутички загинули 3 людини, ще 5 осіб — важко поранені.

#### Штурм луганських прикордонників та авіаудар по будівлі ОДА
Опівночі 2 червня близько 100 членів проросійських збройних формувань почали штурм Луганської прикордонної застави, яка розташована прямо на околиці спального району міста, у кварталі Мирний. Українським прикордонникам надавала підтримку армійська авіація на гелікоптерах та літаки Повітряних сил ЗСУ. В ході дводенної облоги, станом на 4 червня, будівлю та територію застави було захоплено.
2 червня вдень в центрі Луганська пролунала серія вибухів біля будівлі Луганської обласної державної адміністрації. В результаті вибухів загинуло 8 та поранено 28 осіб. За даними Місії ОБСЄ в Україні, Луганська ОДА була обстріляна ракетами з літака.

#### Наступ сил АТО 3 червня
3 червня українські сили здійснили наступ. Повідомлялося, що в ході антитерористичної операції була повністю очищена від терористів північ Донецької області — знищено опорні пункти і військові табори бойовиків, захоплений їх укріплений район у населеному пункті Семенівка під Слов'янськом, встановлено контроль над містом Лиман.

#### Напади на прикордонні застави на кордоні України з Росією
5 червня група озброєних російських бойовиків перетнула кордон та вчинила напад на прикордонний пункт пропуску Маринівка з боку Російської Федерації. До прикордонників було направлено підмогу, вилетіла бойова авіація. В ході операції по проросійських терористичних угрупуваннях, які намагалися прорватись в Україну, завдано двох нищівних авіаударів, в результаті чого нейтралізовано 15 бойовиків, знищено їх БТР, автомобіль «Урал-375Д» та два автомобілі КамАЗ. Частина бойовиків утекла назад на територію Росії, інша частина — закріпилася в місті Сніжне Донецької області та створила укріплений пункт на висоті Савур-Могила для стеження за діями українських сил і коригування артилерійських обстрілів.
Зважаючи на необхідність відновлення контролю над державним кордоном України, з метою припинити неконтрольований рух людей з боку Російської Федерації та надалі унеможливити потрапляння на територію України військової техніки, того ж дня Кабінетом Міністрів України ухвалено рішення про закриття восьми прикордонних пунктів пропуску та протягом наступних днів організована посилена охорона стратегічних об'єктів та патрулювання автошляхів на державному кордоні України в Донецькій і Луганській областях, особливо на проміжку Успенка—Маринівка—Дякове—Зеленопілля—Довжанський прикордонниками, нацгвардійцями та українськими військовими.
12 червня силами Національної гвардії та Збройних сил України здійснено блокування колон військової техніки і російських бойовиків у південно-східній частині Амвросіївського та на півдні Шахтарського районів. У ході операції також була здійснена спроба відновлення контролю над курганом Савур-Могила, стратегічна важливість якого пов'язана з можливістю відстеження прилеглої території радіусом 30-40 кілометрів та значної ділянки кордону України з Російською Федерацією. В результаті збройного протистояння загинули 3 та поранено 12 військовослужбовців 79-ї окремої Миколаївської аеромобільної бригади і 3 полку спецпризначення ЗС України.
В ніч на 17 червня до міста Сніжного Донецької області проросійськими бойовиками здійснено черговий перегін військового озброєння з Російської Федерації, у видовій структурі якого налічувалися танки, бронетранспортери, протитанкові ракетні комплекси, зенітні артустановки, великокаліберні кулемети та міномети. В ході контрабанди зброї, неподалік села Олексіївське Амвросіївського району Донецької області проросійськими бойовиками вчинений напад на підрозділ прикордонної охорони Збройних сил України. Внаслідок отриманих поранень загинув солдат.

#### Звільнення Маріуполя
13 червня о 4:50 ранку із залученням бійців Національної гвардії України, МВС України та територіальної оборони України «Азов» і «Дніпро-1» розпочата антитерористична операція по тотальній ліквідації терористичних осередків проросійських злочинців в місті Маріуполь. В ході операції силовими органами України були знищені опорні пункти проросійських бойовиків, ліквідована їхня військова техніка, нейтралізовані самі зловмисники та відновлено контроль над усіма незаконно захопленими спорудами міста.
14 червня у центрі міста, в районі заводу «Азовсталь», проросійськими бойовиками із засідки зі снайперської, автоматичної та великокаліберної зброї здійснений обстріл колони автомобілів Державної прикордонної служби. Загинули 5 прикордонників, ще 7 осіб отримали поранення.

#### Бій під Металістом 17 червня
17 червня в районі селища Металіст (Слов'яносербський район), за 10 кілометрів від Луганська, проросійськими бойовиками із засідки перехресним вогнем із великокаліберної зброї було атаковано колону військових Збройних сил України, що рухалась до блок-поста на околиці населеного пункту. В ході 20-годинної сутички загинули 16 військовослужбовців 128-ї окремої гірсько-піхотної бригади, 80-ї окремої аеромобільної бригади 13-го армійського корпусу Збройних сил України та батальйону територіальної оборони України «Айдар». Опівдні наступного дня силами АТО за підкріпленням окремих підрозділів Національної гвардії України територія селища була повністю очищена від проросійських бойовиків, знищено кілька їх блок-постів та дві амфібії. В ході боїв загинули 2 журналісти з Російської Федерації, які нелегально перетнули українсько-російський кордон та були в складі проросійських бойовиків.
18 червня біля селища міського типу Станиця Луганська, в районі ринку с. Макарове, проросійськими бойовиками були обстріляні підрозділи Збройних сил України. В ході збройного протистояння російськими найманцями був оточений та пошкоджений український танк Т-64Б. Два чоловіка екіпажу загинули, підірвавши гранату у середині танку..

#### Визволення Красного Лиману
19 червня Збройними силами України знищені укріплення російських бойовиків в південній частині Краснолиманського району (в місті Сіверськ, смт Ямпіль і Зарічне, селі Закітне та залишків в місті Красний Лиман). В ході облави частину бандформування злочинців було затримано та притягнено до кримінальної відповідальності. Однак більшість російських бойовиків передислокувалася до міста Слов'янськ. В результаті операції загинули 16 військовослужбовців 24-ї механізованої, 25-ї повітряно-десантної та 95-ї аеромобільної бригад Збройних сил України.

### Одностороннє припинення вогню (20—30 червня 2014 року)
20 червня 2014 року Петро Порошенко віддав наказ силам АТО з 22:00 п'ятниці 20 червня  по 10:00 четверга 27 червня 2014 року в односторонньому порядку припинити бойові дії на окупованих терористами територіях України та закликав бойовиків до участі в переговорах з метою мирного врегулювання інциденту на Донбасі.
|                                                   | План мирного врегулювання ситуації на сході України 1. Гарантії безпеки для всіх учасників переговорів. 2. Звільнення від кримінальної відповідальності тих, хто склав зброю і не здійснив тяжких злочинів. 3. Звільнення заручників. 4. Створення 10-кілометрової буферної зони на українсько-російському державному кордоні і виведення незаконних збройних формувань. 5. Гарантований коридор для виходу російських і українських найманців. 6. Роззброєння. 7. Створення в структурі МВС підрозділів для здійснення спільного патрулювання. 8. Звільнення незаконно утримуваних адміністративних будівель в Донецькій і Луганській областях. 9. Відновлення діяльності місцевих органів влади. 10. Поновлення центрального теле- і радіомовлення у Донецькій і Луганській областях. 11. Децентралізація влади (шляхом обрання виконкомів, захист російської мови — проект змін до Конституції). 12. Узгодження губернаторів до виборів з представниками Донбасу (за умови погодження єдиної кандидатури, при розбіжності — рішення приймає президент). 13. Дострокові місцеві і парламентські вибори. 14. Програма створення робочих місць у регіоні. 15. Відновлення об'єктів промисловості та соціальної інфраструктури |
| — П. О. Порошенко, м. Святогірськ, 20 червня 2014 | |

Одночасно з припиненням вогню відбувались переговори на рівні Контактної групи з мирного врегулювання ситуації на сході України.
24 червня російськими бойовиками поблизу Карачун-гори вчинено авіатеракт.
В ніч з 26 червня на 27 червня поблизу Слов'янська в районі селища Мирне проросійськими бойовиками із застосуванням мінометів і 8 танків здійснений штурм блок-посту Збройних сил України. Один танк та один міномет українськими військовими були знищені, ще один ворожий танк захоплений, 4 українські БТР зазнали ушкоджень. Внаслідок нападу загинули 5 десантників ВДВ ЗС України та 1 боєць Національної гвардії України, 5 осіб отримали поранення.

### Український контрнаступ (1 липня— серпень 2014 року)

Хід звільнення території України від осередків терористів протягом 1 липня — 5 вересня 2014 року

Враховуючи позицію російського керівництва з нехтування домовленостей тристоронньої Контактної групи з мирного врегулювання ситуації в Донецькій і Луганській областях та продовження просування проросійського військового контингенту в глиб території України, 1 липня 2014 року силовими структурами України розпочата повномасштабна військова операція з активного контрнаступу на всій лінії фронту та тотальної ізоляції зони конфлікту від військового забезпечення з боку Російської Федерації.
Станом на 4 липня, українськими військовими з початку антитерористичної операції було звільнено 17 населених пунктів, а під контролем урядових сил знаходилось 23 з 36 районів Донецької (13 з 18) та Луганської (10 з 18) областей.

#### Донецька область

##### Визволення Слов'янська та Краматорської агломерації

Мапа боїв за Краматорську агломерацію 1—5 липня 2014 року
----
Україна Територія, яку займали проросійські бойовики 1—4 липня 2014 року Територія, окупована проросійськими бойовиками станом на 5 липня 2014← Наступ українських військових 1—5 липня 2014 року← Відступ проросійських бойовиків 5 липня 2014 року

1 липня 2014 року, в результаті поновлення активної фази Антитерористичної операції, військовими силами України розпочато знешкодження російських збройних формувань в населених пунктах Краматорської агломерації та відновлена воєнна блокада головного оперативного військового табору російських бойовиків Сектору «Б» в місті Слов'янськ. Протягом дня в північній частині Слов'янського району, неподалік від Слов'янська українськими силовиками знищено тренувальний табір та нейтралізовано близько 250 російських бойовиків (майже 70 відсотків з яких — чеченці), а вже 2 липня відновлено контроль над смт Райгородок та селами Різниківка і Рай-Олександрівка. Протягом 3—4 липня Збройними силами України здійснено знешкодження близько 200 проросійських бойовиків, знищено їх опорні пункти і склади боєприпасів в місті Миколаївка та взято під контроль саме місто й автошлях E40М03 в східній околиці Слов'янська, унеможливлюючи таким чином проникнення бойовиків зі зброєю на захід, північ та схід.
Поступово в лавах російських бойовиків на підґрунті безрезультатного адміністрування та фінансових проблем посилюються панічні настрої й загострюються внутрішні конфлікти. Протягом 1—4 липня бойовики масово дезертують в напрямку Донецька, інша їх частина — на деякий час самоорганізовуються в місті Слов'янськ, однак вже 5 липня теж тікають через Краматорськ, Дружківку і Костянтинівку до Донецька та Горлівки, мінуючи та підриваючи за собою залізничне полотно й автомобільні мости.
Упродовж 5 — 7 липня силами військовослужбовців Збройних Сил України здійснено остаточне звільнення Артемівського, Мар'їнського і Слов'янського районів Донецької області від залишків чеченських найманців, які залишилися прикривати відхід російських бойовиків; завершено демілітаризаційні й інженерні роботи з розмінування інфраструктурних об'єктів, демонтажу фортифікаційних укріплень, ліквідації зброї й боєприпасів, та розпочато місію з адаптації регіону до мирного життя.

#### Луганська область

##### Визволення Лисичансько-Сєвєродонецької агломерації
19 липня 2014 року силами Національної гвардії та Збройних сил України розпочато спільну операцію зі звільнення стратегічно важливого транспортного вузла Лисичансько-Сєвєродонецької агломерації. Упродовж двох днів силовими структурами України розгорнуті вогневі позиції у передмістях Попасної, Рубіжного і Сєвєродонецька, а вже 21 липня — одночасно з трьох боків розпочато військову атаку по замкнених у кільце проросійських бойовиках в окупованих населених пунктах агломерації. Попри потужний опір, чинений професійно підготовленими проросійськими спецпризначенцями, активне використання бойовиками житлової інфраструктури як щита, а вузьких ділянок транспортних комунікацій міста (головним чином мостів через річку Сіверський Донець і її приток) та багатоквартирних будинків як вогневих точок для здійснення обстрілів, 22 липня українськими військовими успішно знешкоджено противника та з мінімальними руйнуваннями відновлено контроль над Кремінним, Попасним, Рубіжним і Сєвєродонецьком, а наступного дня — над Новодружеським, Привіллям, та зайнято північні райони міста Лисичанська. З початком бойових дій у Лисичанську, подібно подіям під Слов'янськом, активізовуються панічні спроби втечі з оточеного міста бойовиків на бронетехніці, в супроводі шквального вогню з власних РСЗВ «Град» по міських житлових кварталах та одночасним знищенням мостів і шляхопроводів на своєму шляху. 24 липня зведеними підрозділами Національної Гвардії та Збройних Сил України завдано остаточного нищівного удару по сконцентрованих залишках проросійських бойовиків, в результаті чого у вечері того ж дня місто було повністю звільнено від озброєних іноземців та відновлено контроль над усіма незаконно захопленими міськими спорудами, а завдяки створеному навколо міста вогневому мішку, ворожа техніка та близько 35 озброєних осіб, здебільшого кавказької національності, — нейтралізовані.

##### Облога Луганська
2 липня бої точилися на околицях Луганська, а в самому місті відбувалося переміщення терористів з військовою технікою, та заняття позицій, зокрема, позицій для обстрілу з ПЗРК у різних районах міста. 3 липня бої точилися на краю Луганська, удари по бойовиках здійснювалися з м. Олександрівська, селища Металіст, які знаходились під контролем українських військових, а також з району Станиці Луганської. Ввечері 4 липня бойовики обстрілювали східний район Луганська Велика Вергунка та смт Станиця Луганська, розмістивши бойову техніку у житлових районах міста.
3 липня українські військові продовжували вести бої за м. Краснодон.

#### Бої на українсько-російському кордоні
4 липня 2014 року блокпост українських десантників поблизу с. Дякове Антрацитівського району на Луганщині був атакований безпілотним апаратом, з якого скинуто гранату.

##### Зеленопілля
У ніч 10-11 липня 2014 р. коло українського населеного пункту Зеленопілля з Росії міста Гуково та Куйбишево був обстріляний з реактивної системи залпового вогню «Град» базовий табір тактичної групи «КОРДОН» ЗСУ, НГУ, ДПСУ (в яку входили 24-та механізована, 72-га механізована та 79-та аеромобільна бригади). У населений пункт Пологи Запорізької області (основний військовий морг) були відправлені тіла загиблих українських військовослужбовців.

##### Савур-могила
28 липня 2014 року ЗСУ спільно з бійцями Нацгвардії у рамках АТО у Донецькій області проти російських найманців та так званого «ополчення Донбасу» взяли під контроль населений пункт Саурівка та стратегічно важливу висоту — курган Савур-Могила.
Савур-Могила є стратегічною висотою на кордоні Луганської й Донецької областей України та Ростовської області Росії, з якої терористи обстрілювали українських військових та ряд населених пунктів, зокрема, Маринівку, що знаходиться поряд з пунктом пропуску через державний кордон «Маринівка».

#### Збиття Боїнга 777
17 липня 2014 року в підконтрольній терористичній організації «ДНР» зоні, між селами Грабове та Розсипне Шахтарського району Донецької області України, був збитий пасажирський літак Boeing 777 авіакомпанії Malaysia Airlines, що виконував рейс «MH17» Амстердам — Куала-Лумпур. В результаті теракту загинули 298 осіб — громадяни Нідерландів, Малайзії та ще 16 країн. За підсумками розслідувань, здійснених протягом липня-вересня 2014 року представниками Ради безпеки Нідерландів та ряду міжнародних організацій було виявлено, що причиною падіння літака стало його ураження боєголовкою моделі 9Н314М ракети класу «земля-повітря» серії 9M38, якими оснащуються зенітно-ракетні комплекси «Бук».
Російські засоби масової інформації, всупереч результатам розслідувань, спробували перекласти провину за збиття літака на українських військових. Тим не менше, теракт став безпосередньою причиною міжнародної економічної ізоляції Російської Федерації від цивілізованого світу, яку проголосили 41 країна та ряд міжнародних організацій та спричинив третю хвилю санкцій проти окремих секторів економіки та посилив обмеження на співробітництво і технологічне забезпечення Російської Федерації.

### Масоване вторгнення російських регулярних військ
В серпні 2014 року почалося масоване вторгнення батальйонних тактичних груп Збройних сил РФ на територію України. Різні джерела вказують, що приблизно 4 бтгр вторглися до Луганської області, і ще 4 — до Донецької.
10—11 серпня 2014 року артилерійські обстріли з російської території, що до того тривали вже майже місяць, посилилися в районі с. Степанівка під Сніжним. 3-й механізований батальйон 30-ї бригади, що на той час тримав там позиції, складався переважно з мобілізованих, був деморалізований обстрілами та втратами техніки. Зазнавши важких втрат, підрозділи батальйону відступили.
11 серпня 2014 року Олександр Захарченко зробив заяву, що «підрозділи ДНР готові до наступальних дій», і що найближчими днями розпочнеться «широкий, нормальний наступ». Російські новинні ресурси поширили інформацію, що у «ополчення і самооборони» з'явилося понад 200 одиниць бронетехніки, що буде використана в ході анонсованого «контрнаступу».
12 серпня 2014 на полях боїв війни на Донбасі вперше з'являються зразки винятково російської бронетехніки — танки Т-72, які на той час не перебували на озброєнні української армії, унікальні російські бронетранспортери БТР-82А, — вони були зафіксовані у боях під Сніжним, в районі Маринівки та Степанівки, і належали батальйонним тактичним групам 17-ї мотострілецької та 18-ї мотострілецької бригад Збройних сил РФ. Відомо, що того дня під Сніжним було підбито щонайменше два Т-72 — один з них було знищено танковим тараном лейтенанта 30-ї бригади Абрамовича.

#### Новосвітлівка та Хрящувате
21 серпня селище Станиця Луганська, що по іншу сторону від річки Сіверський Донець від Новосвітлівки, було звільнене від бойовиків.

#### Іловайськ
Починаючи з середини серпня 2014 року, наступальні дії українських силовиків в районі Іловайська поступово припиняються у зв'язку з нестачею сил для остаточного взяття міста.
У ніч з 23 на 24 серпня з Росії на територію України в районі Амвросіївки зайшло 4 батальйонно-тактичних групи Збройних сил РФ, сформованих на основі підрозділів 6 ОТБр, 8 ОМСБр, 31 ОДШБр, 331 ПДП та ін., які взяли в оточення угруповання українських сил в районі Іловайська.
24-28 серпня точилися запеклі бої, поки російські війська окопувалися на позиціях, укріплюючи кільце. За ці дні українські підрозділи змогли взяти у полон 13 військовослужбовців РФ, захопити новітній російський танк Т-72Б3 та розбити колону 8 ОМСБр.
27 серпня відбулася спроба деблокувати зовні українські формування, оточені під Іловайськом, силами ротно-тактичної групи 92 ОМБр та роти 42 БТрО, але їх колони в ніч з 27 на 28 зазнали артилерійського обстрілу і втратили боєздатність.
Зранку 29 серпня почався вихід українських військ з-під Іловайська по попередньо обговореному з російською стороною маршруту зі спробою прориву. Російські війська відкрили шквальний вогонь по українських колонах. Близько опівдня, для забезпечення прориву українських військ, було задіяно дві пари штурмовиків Су-25. Один з літаків було збито під час повернення на аеродром базування по зворотному маршруту в районі Старобешеве. Українські війська встигли підбити щонайменше кілька танків 21 ОМСБр, а бійці батальйону «Донбас» змогли взяти в полон ще 4-х військовослужбовців РФ і підбити кілька танків 6-ї танкової бригади РФ. Під час виходу загинуло понад 500 українських бійців, сотні були поранені та захоплені у полон.

### Збройне протистояння на лінії розмежування (6 вересня 2014 року— 13 січня 2015 року)
Водночас, бойовики та російські війська продовжували щоденні обстріли позицій українських військових на різних ділянках фронту. Загальна кількість порушень військами Росії і бойовиків режиму тимчасового припинення вогню з моменту підписання Мінських домовленостей наприкінці жовтня перевищила 2 тисячі, на початку листопада наблизилось до 2400. Станом на 18 листопада кількість обстрілів бойовиками українських позицій перевищила 3 тисячі, а на 24 листопада склала 3412 разів.

#### Бої за 32-й блокпост
З жовтня з'явилися повідомлення, що український блокпост № 32, розташований на перехресті на «Бахмутській трасі» Р66(Т 1303) неподалік села Сміле, був заблокований від постачання води і провізії. Українське командування організовувало декілька спроб прориву до 32-го блокпосту, залучивши підрозділи 24-ї бригади, НГУ та десантників, проте майже кожна спроба завершувалася втратами бійців і техніки — відомо про щонайменше 16 загиблих та 17 одиниць втраченої бронетехніки. В результаті блокування, в останніх числах жовтня практично половина особового складу 32-го блокпосту не могла долучатися до боїв через захворювання та знесилення. 27 жовтня українські війська по домовленості залишили 32-й блокпост.

### Російський наступ (13 січня— лютий 2015 року)

#### Оборона Донецького аеропорту
- 1 — Новий термінал
- 2 — Старий термінал
- 3 — Диспетчерська вежа
- 4 — Путилівський міст
- 5 — Центр управління «Донбасаеро»
- 6 — Штаб цивільної авіації
- 7 — Командно-диспетчерський пункт
- 8 — Злітно-посадкова смуга
- 9 — VIP-термінал
- 10 — Перон «K»
- 11 — Перон «L»
- 12 — Перон «M»
- 13 — Літаки Як-42
- 14 — Літак Як-40 (UR-MMK)
- 15 — Готель «Політ»
- 16 — Автобусна станція
- 17 — Гіпермаркет «Metro»
- 18 — Автосалон «Toyota/Lexus»
- 19 — Сквер
- 20 — Котельня
- 21 — Паливні склади
- 22 — Авіаційний ремонтний центр
- 23 — Ангар

- S — м. Донецьк, с. Веселе та в/ч А1402 ППО
- W — с. Спартак
- E — с-ще Піски
- N — с-ще Опитне, в/ч А1428 ППО
- та автошлях М04

Мапа міжнародного аеропорту «Донецьк» імені Сергія Прокоф'єва
----

Активний наступ на Донецький аеропорт бойовики поновили 15 січня 2015. Про наміри захопити аеропорт заявив ватажок ДНР Олександр Захарченко. На той час захисники аеропорту утримували другий поверх будівлі нового терміналу, а перший і третій контролювалися проросійськими бойовиками. 18 січня українська танкова група, у спробі ускладнити сполучення бойовиків з Донецьким аеропортом, пройшла через селище Спартак і атакувала позиції бойовиків під Путилівським мостом, знищивши чотири танки супротивника під ним і зруйнувавши сам міст. У цих боях з чотирьох українських танків повернувся один. Ситуація значно погіршилася 19 січня після того, як бойовикам вдалося підірвати частину перекриття другого поверху. Внаслідок вибуху у захисників аеропорту були загиблі, поранені і контужені. Того ж дня густий туман та заглушення супротивником засобів радіозв'язку не дали змоги всім силам підкріплення вийти до нового терміналу аеропорту, де тримали оборону українські бійці — в результаті штурму бойовиків оборонці аеропорту зазнали втрат загиблими, частина потрапила до полону. До 22 січня українські військові змушені були залишити об'єкт. За підрахунками військового експерта Олександра Кривоносова за весь період перебування українських військових в донецькому аеропорту загинуло понад 200 осіб, а поранено — понад 500.

#### Дебальцеве

Мапа боїв за Дебальцеве після Мінського саміту 12 лютого 2015 року
----
Україна Територія, яку займали проросійські бойовики року Територія, яку зайняли проросійські бойовики 12— року← Наступ проросійських бойовиків 12— року← Виведення українських військових

### Позиційні бої (18 лютого 2015— 23 лютого 2022)

#### Захоплення у полон диверсантів ГРУ
16 травня 2015 року поблизу м. Щастя на Луганщині українськими військовими були захоплені у полон військовослужбовці 3-ї бригади спецпризначення ГРУ РФ Олександр Александров і Євген Єрофеєв під час виконання військового завдання. Під час допитів згодом Євген Єрофєєв повідомив, що є громадянином Росії, проживає в Тольятті, є військовослужбовцем РФ. «Моє військове звання капітан, посада — командир групи. Служу у 3-й окремій гвардійській бригаді, місце дислокації — місто Тольятті», — сказав він. На територію України він прибув на початку квітня 2015 року у складі другого загону третьої гвардійської бригади спеціального призначення. За його словами, загін російських військових, в завдання якого входило ведення розвідки спостереженням за переднім краєм, розташовується в окупованому бойовиками Луганську. Склад загону: три роти по чотири групи. Група російських військових, в яку входив Єрофєєв, складалася з: командира групи, заступника командувача групи, 2 командирів відділення, 2 снайперів, 2 кулеметників, 2 саперів, 2 розвідників і 2 старших розвідників. Всі є громадянами Російської Федерації. У свою чергу розвідник-санітар Олександр Александров назвав прізвища всіх членів групи. Він також заявив, що є діючим російським військовим, проходить військову службу у військовій частині 21208, третя гвардійська окрема бригада спеціального призначення, що перебуває при місті Тольятті. «Ми зайшли на територію України 26 березня 2015. Зайшли в складі другого батальйону в кількості 220 людей» — повідомив Александров.

#### Полон майора РФ
25 липня 2015 року українські військовики затримали «КамАЗ» з боєприпасами, який заїхав на контрольний пост з території тимчасово непідконтрольній Україні. У вантажівці був кадровий військовослужбовець збройних сил РФ — майор Старков Володимир Олександрович. За свідченнями Старкова, на Донбасі у складі незаконних збройних формуваннях діють близько 2 тисяч так званих «радників» із числа кадрових військових збройних сил РФ.

#### Жолобок
Станом на червень 2017 року, у зоні АТО знаходилися 34 тисячі бійців Збройних сил України.

### Протистояння в Азовському морі
У 2018 році Росія розпочала блокаду Азовського моря для українських суден та кораблів.

### Операція об'єднаних сил
Від 30 квітня 2018 року було змінено формат операції з антитерористичної на загальновійськову, під контролем збройних сил, у тісній координації з іншими силовими органами.

### Воєнний стан

Мапа запровадження воєнного стану у 2018 році.

26 листопада 2018 року, після агресії РФ у Керченській протоці в Україні було запроваджено воєнний стан на 30 днів у 10 областях, прилеглих до РФ, морських узбереж та маріонеткової ПМР.

### Розведення військ 2019
26 червня 2019 року українські військовики розібрали свій блокпост і відійшли з однієї з позицій у Станиці Луганській. При цьому блокпост російських бойовиків був укріплений і залишився на старих позиціях. Також на цих позиціях російські бойовики й далі обстрілювали як українських вояків, так і мирних мешканців.
1 жовтня 2019 року Володимир Зеленський заявив, що умовою російського президента Володимира Путіна для зустрічі в нормандському форматі є виконання Україною формули Штайнмаєра та розведення військ на визначених ділянках фронту. Після заяв президента Зеленського про можливість розведення військ в районі Золотого, на заклик Андрія Білецького сюди прибули бійці національних дружин, активісти Національного корпусу та представники ветеранських організацій. Було заявлено, що якщо українські війська буде відведено з Золотого, то сіру зону займуть озброєні громадські активісти, передусім з числа ветеранів. У процесі розведення було з'ясовано, що згідно з наказом президента України 32/2019, лінія зіткнення проходить біля селища Михайлівка (Золоте-5). Це дало змогу військовим відтягнутись до селища Родіна (Золоте-4), але не здавати позиції у самому населеному пункті. 29—31 жовтня українські війська покинули Золоте, в тому числі й добровольці.
9 листопада 2019 року ЗСУ покинули свої позиції і відійшли від Петрівського та Богданівки.
Під час зустрічі в Парижі 9 грудня 2019 року лідери нормандської четвірки домовилися про нове розведення сил на трьох ділянках уздовж лінії розмежування на Донбасі.

## Сили сторін
Українські сили у Донецькій та Луганській областях нараховували 60000 військовослужбовців у серпні 2014 року.
За даними ЗС України та МВС України, станом на червень 2018 року, окупаційні війська РФ на Донбасі налічують близько 35 тисяч військовослужбовців. До них входять як регулярні російські війська, які дислокуються на Сході України, так і сили місцевих колаборантів. Крім того, у їх розпорядженні є майже 500 танків, понад 800 бронемашин, близько 750 артилерійських систем і багато іншого озброєння.

## Спроби мирного врегулювання

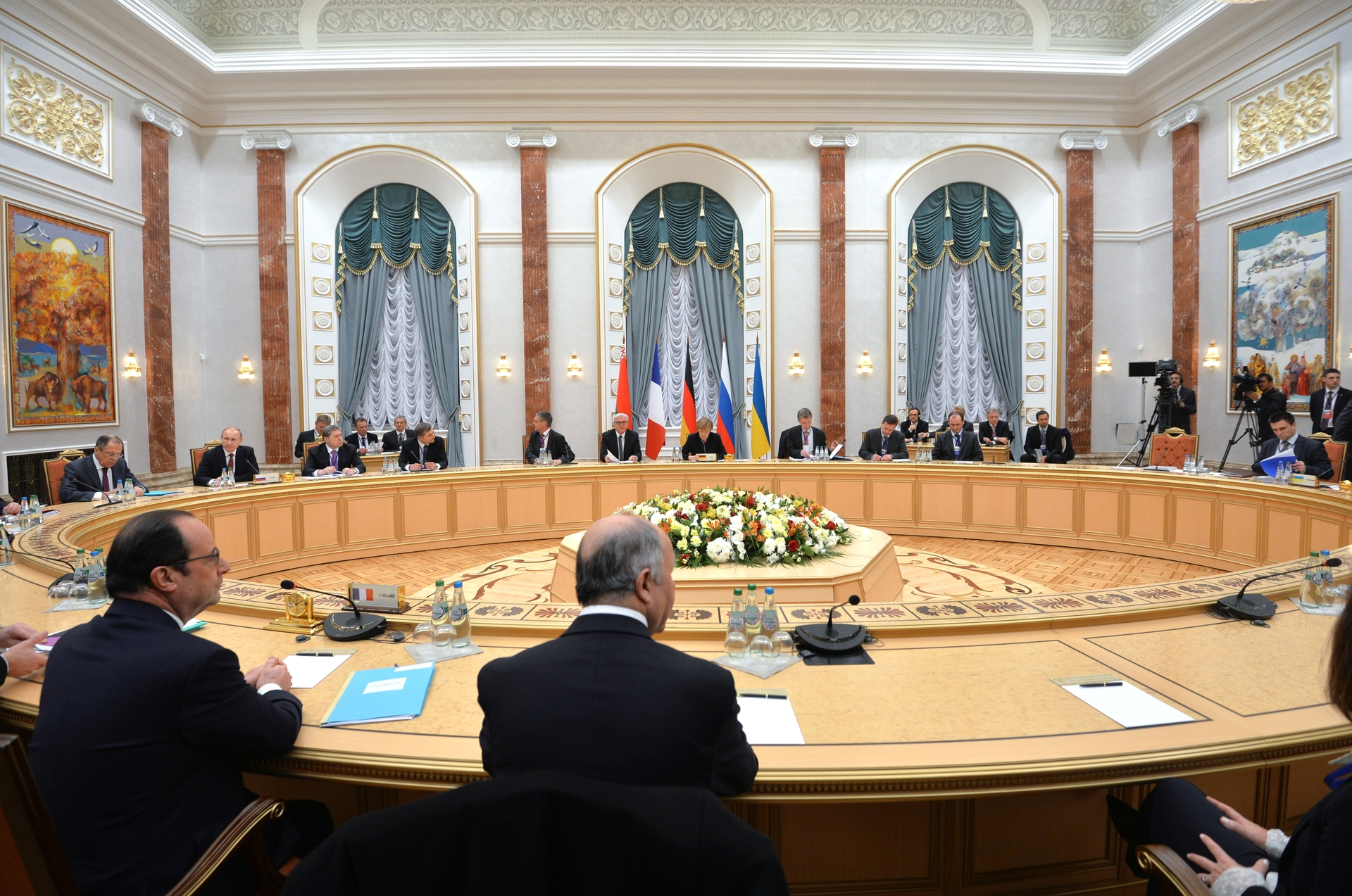
Учасники Мінського саміту за столом попередніх переговорів у розширеному форматі

### Моніторингова місія ОБСЄ
З метою збору фактів інцидентів у сфері безпеки України та міжнародного суспільного висвітлення даної інформації, 21 березня 2014 року Постійною радою Організації з безпеки і співробітництва в Європі ухвалено рішення щодо направлення в Україну Спеціальної моніторингової місії міжнародних спостерігачів терміном на 6 місяців. Улітку того ж року в результаті трансформації окремих терористичних актів у системні та масові бойові дії зі застосуванням військової техніки, мандат цієї місії було продовжено до 31 березня 2016 року, а чисельність збільшено до 500 осіб, з яких близько 350 спостерігачів направлено в епіцентр глобального конфлікту — до Донецької та Луганської областей.

### Мінський протокол

Мапа лінії розмежування та буферної зони згідно з Мінською угодою
― Границя контролю України― Границя окупації проросійськими бойовиками― Граничні межі 30 км буферної зони для артилерії калібром > 100 мм Територія, яку займали проросійські бойовики року

5 вересня 2014 року в Мінську в будівлі «Президент-готель» відбулася третя зустріч Контактної групи з мирного врегулювання ситуації на сході України, в ході якої сторонами конфлікту узгоджено виконання «Плану мирного врегулювання ситуації на сході України» П. О. Порошенка, з урахуванням ініціатив президента Російської Федерації В. В. Путіна. Дія угоди набрала чинності в той же день о 19:00 (UTC+2).
Починаючи з вересня 2014 року розпочала роботу робоча група спільного Центру з контролю і координації питань припинення вогню і поетапної стабілізації лінії розмежування сторін на Сході України, до складу якої увійшли представники української сторони, моніторингова група ОБСЄ і 76 військовослужбовців ЗС РФ на чолі з заступником головнокомандувача Сухопутних військ РФ генерал-лейтенантом Ленцовим А. В.
20 вересня 2014 року рішенням четвертого засідання Контактної групи затверджений Меморандум щодо двостороннього припинення застосування зброї, який тлумачив шляхи імплементації 1 пункту рішення протоколу. Меморандум передбачав: загальне припинення застосування зброї; зупинка військових формувань сторін на лінії зіткнення станом на 19 вересня; відведення засобів ураження калібром понад 100 міліметрів від лінії зіткнення на відстані не менше 15 кілометрів з кожної сторони; заборону на розміщення важких озброєнь і важкої техніки в районі, обмеженому певними населеними пунктами; заборону на польоти авіації та іноземних літальних апаратів, крім апаратів ОБСЄ; виведення іноземних найманців із зони конфлікту.
З моменту укладання Меморандуму над її виконанням фактично працювала лише українська сторона. Верхівка Російської Федерації та керовані нею бойовики, взяті на себе зобов'язання, саботували.

### Угода про виведення зброї на сході Україні
29 вересня 2015 року сторонами Контактної групи з мирного врегулювання ситуації на сході України підготовлена «Угода про виведення зброї в Східній Україні».
2 жовтня 2015 року у Парижі в ході четвертої зустрічі лідерів держав у нормандському форматі Україна—Німеччина—Франція—Росія обговорено шляхи реалізації Угоди та узгоджено ряд питань, що включали: відведення озброєнь калібром понад 100 мм; розмінування окремих територій; розширення мандату гуманітарних та миротворчих місій; звільнення українських заручників; проведення місцевих виборів згідно з чинним законодавством України тощо
Питання щодо суверенітету України над Автономною Республікою Крим не були вирішені.
Протягом 3—19 жовтня 2015 року Збройними силами України реалізований перший етап Угоди з відведення зброї у секторі «Північ», який охоплює частину території Луганської області: 3—6 жовтня відтягнуті танки, 9—11 жовтня — артилерійські гармати та міномети.
20 жовтня 2015 року Збройними силами України розпочатий другий етап угоди з відтягнення озброєнь у секторі «Південь», що охоплює Донецьку область та західну частину Луганської області, і має протривати 24 дні.
Відведення зброї проросійськими бойовиками розпочате 18 жовтня 2015 року.

### Моніторинговий проєкт «Прифронтова інспекція»
Проєкт громадської організації «Фундація.101» за сприяння Уповноваженого Верховної ради України з прав людини та Донецької обласної військово-цивільної адміністрації.
Проєкт являє собою щоденний моніторинг контрольних пунктів в'їзду-виїзду на лінії зіткнення у Донецькій області на предмет дотримання прав людини, а також щодо виконання органами державної влади вимог «Тимчасового порядку контролю за переміщенням осіб, транспортних засобів та вантажів (товарів) через лінію зіткнення у межах Донецької та Луганської областей».
Проєкт триває з вересня 2015 року на КПВВ «Зайцеве» та «Новотроїцьке».

### Зміна прикордонно-митного контролю України на кордоні з Російською Федерацією
5 червня 2014 було закрито вісім пунктів пропуску на кордоні з Росією.
20 лютого 2015 року Кабмін розпорядився закрити 23 пункти пропуску на кордоні з Росією.
Станом на вересень 2016 працює 31 пункт пропуску на кордоні з Російською Федерацією.

### Оголошення режиму припинення вогню
Президентом України було оголошено односторонній режим припинення вогню з 21.06.2014.
За час війни було кілька спроб встановити режим припинення вогню, про що сторони домовлялись у рамках Тристоронньої контактної групи:
- з 18:00 05.09.2014
- з 00:00 15.02.2015
- з 00:00 01.10.2015
- з 00:00 30.04.2016 (великоднє перемир'я)
- з 00:00 01.09.2016 (шкільне перемир'я)
- з 00:00 24.12.2016 (новорічне перемир'я)
- з 00:00 24.06.2017 (хлібне перемир'я)
- з 00:00 25.08.2017 (шкільне перемир'я)
- з 00:00 23.12.2017 (новорічне перемир'я)
- з 00:00 05.03.2018[190]
- з 00:00 30.03.2018 (великоднє перемир'я)[191]

## Наслідки

### Людські жертви

Втрати українських військових сил за місяцями війни

Станом на серпень 2017 року, за даними ООН, з початку конфлікту на Донбасі у квітні 2014 року зафіксовано 10225 вбитих і 24541 поранену особу в результаті бойових дій. Це число включає українських військовослужбовців, членів проросійських збройних груп, і цивільне населення.
Першою відомою смертю від бойових дій на сході України є загибель капітана СБУ Геннадія Біліченка 13 квітня 2014 року неподалік Семенівки під Слов'янськом, що у складі загону антитерористичного спецпідрозділу «Альфа» був направлений до захопленого напередодні штурмовою групою Ігоря Гіркіна Слов'янська. Першою відомою цивільною жертвою у війні на Донбасі є Володимир Рибак, депутат горлівської міськради, що був викрадений 17 квітня 2014 року, і знайдений страченим 19 квітня. Ймовірна дата смерті — 18 квітня.
Станом на квітень — серпень 2017 року, усі українські силові структури (ЗСУ, НГУ, МВС, СБУ, прикордонники та ін.) втратили 3587 осіб загиблими у зоні конфлікту: з них 2652 є бойовими втратами, а 935 — небойовими. Станом на 28 жовтня 2017 року, за даними Генерального штабу ЗСУ, бойові втрати Збройних сил України становили 2 333 загиблих і 8 377 поранених.
За повідомленням Головного військового прокурора А.Матіоса 25 квітня 2018 р., з початку проведення АТО статус учасника бойових дій отримали майже 326 тис. осіб, 8 489 з них отримали каліцтва і поранення, 3 784 військовослужбовців загинули. При цьому за час проведення АТО щонайменше 554 особи наклали на себе руки
Цивільні втрати на серпень 2017 року становили 2803 чоловік, включно із загиблими у збитому літаку рейсу MH17.
21 квітня 2018 р. в Управлінні ООН по координації гуманітарних питань (UN OSHA) заявили, що більше 2540 цивільних осіб загинули і 9 тис. отримали поранення в результаті бойових дій на сході України, які почалися в 2014 р
Українська влада оцінює кількість загиблих російських військовослужбовців у 1 600 чоловік — таку цифру назвав представник СБУ у березні 2016 року. За даними Держдепартаменту США, станом на березень 2015 року загинуло 400—500 російських кадрових військових.
В інтерв'ю від 19 червня 2017 року голова місії ООН Фіона Фрейзер повідомила, що ООН веде підрахунок усіх жертв конфлікту: українських військовослужбовців, цивільне населення, і членів проросійських збройних груп. Фіона Фрейзер наголосила, що ця цифра, яка на момент інтерв'ю складала 10090 осіб, є лише їх оцінкою, причому заниженою. Ця цифра будується на основі офіційних даних, які ООН отримує від органів української влади, а також інформації від членів озброєних груп і їх речників. Місія ООН документує втрати серед цивільного населення. Сумарна цифра отримується як зведені разом усі попередні дані. Із врахуванням загальних озвучених ООН людських втрат, кількості загиблих у зоні конфлікту військовослужбовців з усіх відомств України і цивільних громадян, сумарне число втрат російських військових і проросійських збройних структур (окупаційних корпусів та збройних угруповань) станом на літо 2017 року можна оцінити у ~3800—4800 загиблих.
Станом на липень 2021 року загальні втрати проросійських сил у конфлікті Моніторингова місія ООН з прав людини оцінювала у 5800 осіб.

Анонімний OSINT-дослідник Necro Mancer, що займається встановленням, документацією і аналізом подій російсько-української війни, до 24 лютого 2022 року зафіксував імена 5855 вбитих (включаючи не бойові втрати) російських загарбників та місцевих проросійських колаборантів, починаючи з березня 2014. В 2014 році було зафіксовано 1654 вбитих, в 2015—1508, в 2016—655, в 2017—598, в 2018—443, в 2019—413, в 2020—308, в 2021—251, в 2022 — 25. Інтернет-видання Потерь.Нет називає число в 5428 вбитих за цей період.

#### Біженці
Немає даних (АР Крим та м. Севастополь)
   < 0.50%
   0.50% - 1.00%
   1.10% - 3.00%
   3.10% - 12.00%
   12.10% - 35.15%

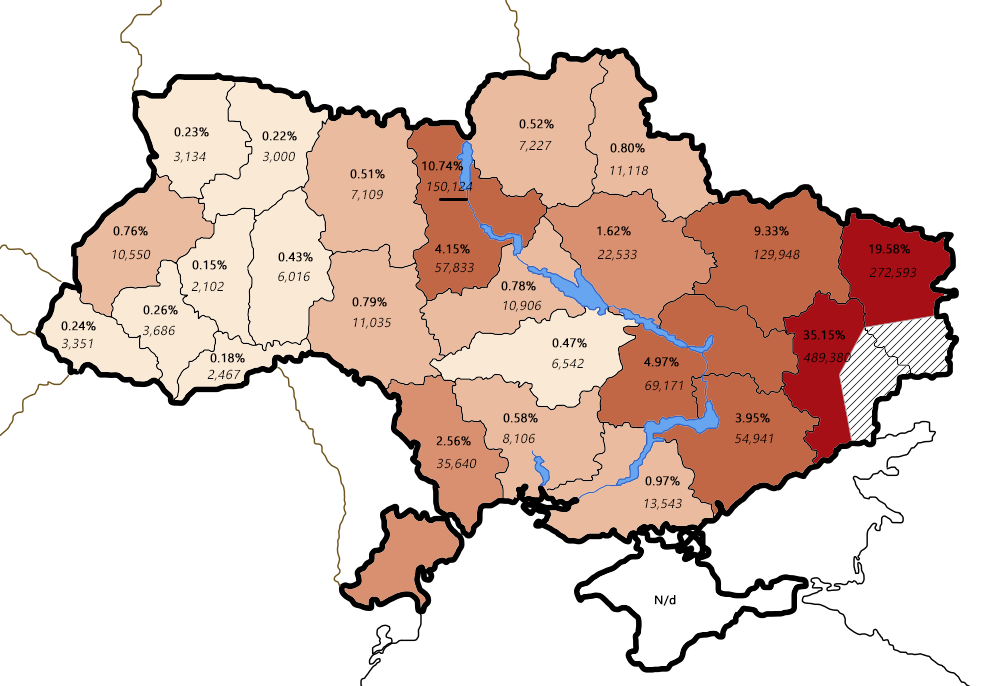
Густина внутрішньо переміщених осіб до місцевого населення по областях станом на липень 2019
Немає даних (АР Крим та м. Севастополь)
< 0.50%
0.50% - 1.00%
1.10% - 3.00%
3.10% - 12.00%
12.10% - 35.15%

З початком бойових дій мирні жителі почали полишати домівки у зоні бойових дій та окупованих проросійськими бойовиками територій, рятуючи життя своє та своїх близьких.
У березні 2015 року загальне число осіб, що покинули свої домівки становило майже 2 млн чоловік, з яких число внутрішньо переміщених осіб всередині України сягнуло 1 мільйона 177 тисяч чоловік, а за кордоном налічувалося понад 760 тисяч біженців.
20 лютого 2017 року Міністерство закордонних справ України оприлюднило заяву, згідно з якою від початку збройної агресії Росії проти України майже 1 млн 800 тис. стали внутрішньо переміщеними особами.
За даними міжнародної організації «Міжнародна ініціатива з розвитку дітей», Україна на 2016 рік входить до ТОП-10 країн світу за кількістю переселенців.

#### Полонені та зниклі безвісти
Станом на 7 вересня 2017 року протягом збройного конфлікту на Донбасі з полону бойовиків було звільнено 3 138 осіб. У заручниках на окупованих територіях Донецької і Луганської областей перебуває 144 особи та вважаються зниклими безвісти 410 осіб. Також 44 українці утримуються в Росії та окупованому Криму.

#### Порушення прав людини
13 квітня — у першу ж добу після прибуття до Слов'янська, російськими бойовиками були викрадені і відправлені «на підвал» охоронці полтавської приватної фірми «Явір-2000», а автомобіль, що був відправлений «Явором» на пошук викрадених, був обстріляний неподалік Семенівки, — у водія влучило 5 куль, одна з яких — у хребет.
У захопленому Слов'янську, Донецьку та інших містах проросійські бойовики затримували і ув'язнювали громадських активістів, українських кореспондентів і посадовців, осіб, що виявляли проукраїнську позицію або видавалися джерелом наживи, сповідували неприйнятну з точки зору бойовиків віру чи видавалися просто підозрілими. Тільки за перший тиждень з 13 до 22 квітня було викрадено щонайменше 4 журналісти, дані про ще трьох були непідтверджені. Потерпілі, що побували «на підвалі» свідчили про камери тортур, що були обладнані у підвалах штабів та баз бойовиків. Кількість утримуваних вже у перший місяць рахувалася на сотні осіб.
З розгортанням збройного протистояння до рук сепаратистів стали потрапляти військовослужбовці, добровольці й волонтери, які забезпечували армію. Кількість полонених значно зросла після серії поразок української армії у літніх боях за кордон, іловайському котлі та інших точках. Проросійські бойовики проводили «паради полонених» на вулицях міст — такі випадки гостро засуджувалися правозахисниками, як порушення прав військовополонених. Були випадки, коли бойовики брали у полон родичів, які на свій ризик везли викуп за своїх полонених.
На території східної України, окупованої проросійськими військами зафіксовано щонайменше 26 пунктів, в яких розміщуються концтабори та місця масового поховання людей. Проти полонених бойовиками широко застосовуються жорстокі тортури, а з їх родичів за звільнення вимагаються грошові викупи, які в залежності від статків родин варіюються від 5 000 до 50 000 доларів США. Ув'язненні активно використовуються на каторжних роботах з будівництва фортифікаційних укріплень та вивезення майна підприємств України в Російську Федерацію. За результатами пошукових операцій, у місцях колишнього розташування польових таборів проросійських бойовиків виявлено велику кількість братських могил, тіла в яких з чіткими ознаками тортур. Частину небіжчиків неможливо ідентифікувати внаслідок нелюдського спотворення.

### Економічні наслідки
Станом на жовтень 2015 р., на території Донецької області, підконтрольної українській владі, від початку військових дій було зруйновано і пошкоджено понад 9,2 тис. житлових будинків та об'єктів інфраструктури. Попередня розрахункова сума збитку оцінюється в 3 млрд гривень.
Окрім втрат, яких Росія зазнала через розрив економічних зв'язків з Україною та неочікувано довготривалі санкції, вона отримала і певні зиски — прибравши конкурента в стратегічно важливих для Росії галузях економіки шляхом руйнування економіки, насамперед металургії сходу України. Цьому також сприяли окремі українські олігархи. Так, за даними Bild (публікація 2016 р.) представники Ахметова ще у 2014 р. брали участь в засіданнях російських урядових структур по Донбасу.
Станом на початок лютого 2019 року на підконтрольній українському урядові території Донецької області було відновлено 6 998 житлових будинків з 12 905, які були пошкоджені з 2014 року.

### Екологічні наслідки
Див. Екологічні наслідки війни на сході України.

### Військово-технічні втрати
21 вересня 2014 року Президент України Петро Порошенко оголосив, що українські підрозділи, що брали участь у боях, втратили до 65 % техніки.
4 липня 2018 року Головний військовий прокурор України Анатолій Матіос повідомив, що за даними Генштабу ЗСУ протягом 2014—2018 років втрачено понад 15 тисяч одиниць вогнепальної зброї: автоматів — майже 7 645, пістолетів — майже 3 тисячі, гвинтівок, кулеметів — 2200, гранатометів — 2258. Поставлено на облік за весь період війни всього 258 одиниць трофейної зброї.

#### Авіація
Під час бойових дій проросійські сили збили 8 реактивних бомбардувальників і винищувачів, 3 літаки військово-транспортної авіації й 9 гелікоптерів. 1 гелікоптер був знищений на землі.
Внаслідок інцидентів поза зоною бойових дій у 2014—2015 роках розбилися два українські реактивні літаки й 1 гелікоптер.

## Реакція

### В Україні

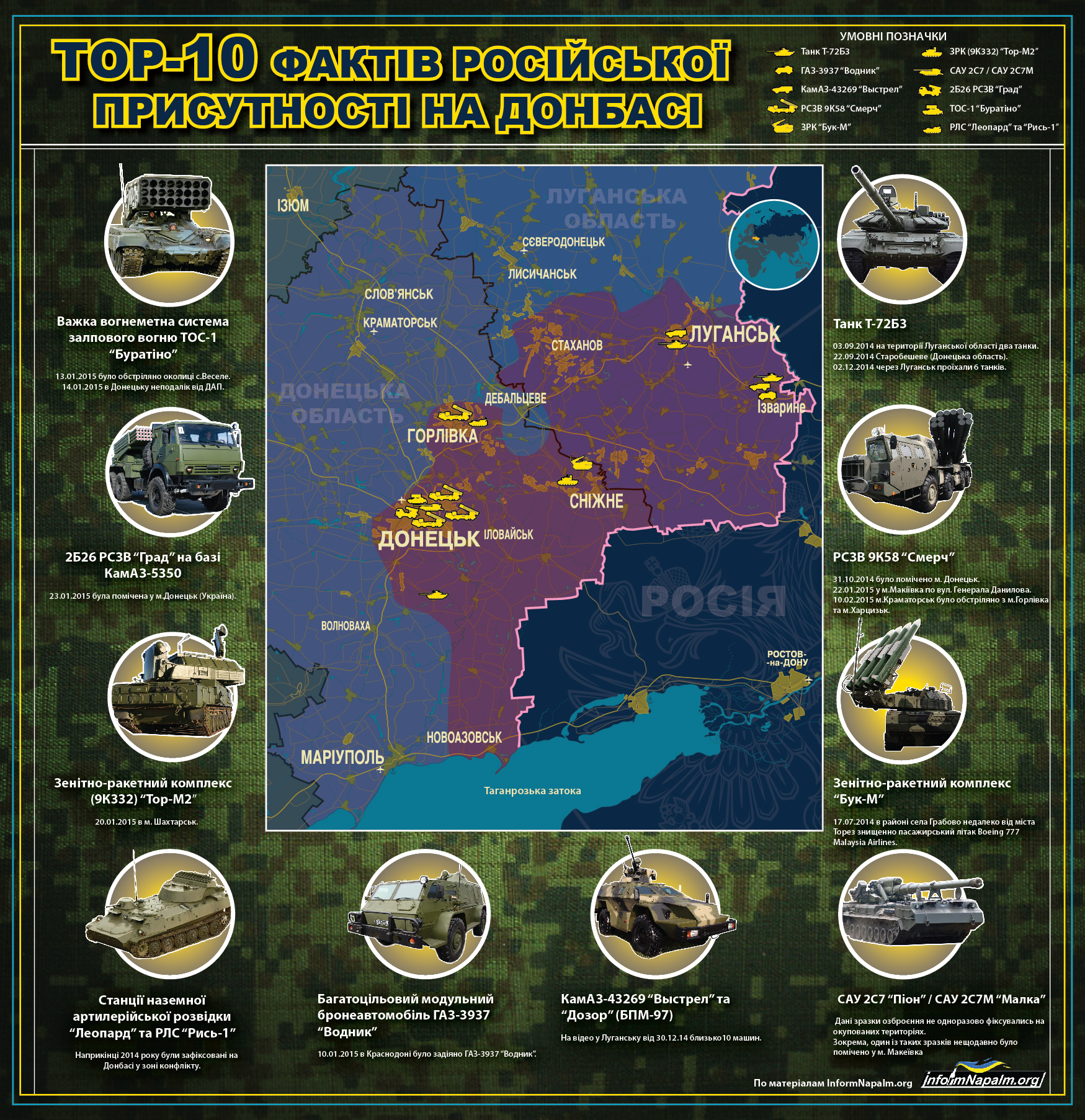
Факти російської присутності на Донбасі

Після появи загонів російських диверсантів у квітні на території України у Донецькій та Луганській областях, керівництво України поклало відповідальність за дестабілізацію ситуації і людські жертви на Російську Федерацію. Із розвитком конфлікту, неодноразово робилися заяви і оприлюднювалися докази на підтвердження причетності РФ до подальшої ескалації конфлікту. У зв'язку з початком бойових дій на Донбасі, було оголошено про початок другої хвилі мобілізації до лав Збройних сил України, і станом на серпень 2015 року в Україні було проведено 6 хвиль мобілізації.
16 квітня 2014 року Верховна Рада оприлюднила постанову, в якій закликала громадян України вступати до лав Збройних сил України, Національної гвардії України та підрозділів Міністерства внутрішніх справ України, обіцяла зробити все необхідне для правового та соціального захисту всіх учасників антитерористичної операції як учасників бойових дій із захисту Батьківщини, та їх сімей.
Громадянське суспільство відреагувало на продовження агресії РФ щодо України волонтерським рухом. На добровольчих засадах активістами вирішувався широкий спектр питань — від суто військових до гуманітарних: безпосередня організація добровольчих збройних формувань, матеріальна допомога підрозділам Збройних сил України, розробка безпілотних літальних апаратів і програмного забезпечення для Збройних сил, дитяча підтримка бійців на фронті листами і малюнками, організація центрів з допомоги у адаптації пораненим і демобілізованим бійцям, внутрішньо переміщеним особам.
Питаннями інформаційної безпеки, викриттям прихованих Російською Федерацією аспектів війни займаються чисельні добровольчі проєкти, зокрема Stop Fake та ІнформНапалм.
Частина українського суспільства прийняла точку зору, що пропагується російськими ЗМІ та офіційними особами РФ на події у Криму та на Донбасі, звинувачуючи українське керівництво у розпаленні і веденні війни, і заперечуючи існування російської агресії щодо України.

### У світі
Політики світу дотримуються різних підходів та поглядів щодо війни, яку веде Україна. Загалом, більшість економічно розвинутих країн виступили проти російської агресії в Україні. Країнами, які найбільш послідовно дотримуються цієї позиції є Велика Британія, Литва, Німеччина, Польща, США та інші країни.

## Оцінки та класифікація конфлікту
- Ігор Гіркін «Стрелков» визнав, що Росія використовує Донбас для торгів за визнання Криму російським.[227]

## Війна на сході України в культурі
На тему війни на сході України написані численні книги та зняті фільми.
Один з найвідоміших фільмів про війну — «Маріуполіс», знятий Мантасом Кведаравічюсом у копродукції з Литвою, Німеччиною, Францією та Україною. Світова прем'єра стрічки відбудеться у лютому 2016 року на Берлінському міжнародному кінофестивалі. Документальні проєкти знімали Мустафа Найєм, Богдан Кутєпов, Леонід Кантер, Володимир Тихий, Юлія Шашкова, Руслан Горовий, Альона Полуніна та ін. У музичному плані події конфлікту зображували Kozak System, Океан Ельзи («Мить» та «Не твоя війна»), Арсен Мірзоян, чисельні народні виконавці. У Києві було поставлено виставу за п'єсою «Котел» Марії Старожицької, у Львові — вистава «Безодня» Ореста Огородника, у Запоріжжі — вистава-кіно «Місто Z: Хранителі».
Багато поетів та письменників торкнулися теми війни у своїх творах, зокрема, Василь Шкляр, Євген Положій, Владислав Івченко, Ірена Карпа, Любов Якимчук, Сергій Жадан, Микола Рідний, Анета Камінська, Марія Матіос, Тарас Березовець, Андрій Цаплієнко, Павел Смоленський, Іван Дзюба. Видано декілька фотоальбомів, мистецькі виставки проходили у Європарламенті, на 56-му Венеційському бієнале, столицях та великих містах Європи і світу.
Пам'ятні знаки, стели, монументи та кенотафи героям АТО, загиблим у війні, почали з'являтися у великих українських містах. В Києві встановили стіну пам'яті загиблих бійців АТО, між Слов'янськом і Краматорськом — пам'ятний камінь на згадку про бій 4 липня 2014, у Вінниці — фігуру сокола, вписану у державний символ — тризуб. В Кривому Розі відкрито перший в Україні пам'ятник учасникам АТО у вигляді статуї. Центральна фігура монументальної композиції — постать українського солдата у повний зріст, у шоломі та бронежилеті, з автоматом у руках, встановлена на постаменті з написом «Слава героям України». У місті Переяслав — Хмельницький Київська область встановлений гранітно-бронзовий Монумент «Воїнам Переяславщини, які загинули за Україну» (скульптор Володимир Микитенко). Центром композиції є фігура реального воїна — Олександра Чебаненка, який загинув біля міста Бахмут Донецької області  [Архівовано 23 березня 2019 у Wayback Machine.]
У центральній частині Житомира 14 грудня 2020 року були розпочаті роботи зі спорудження пам'ятника «Воїнам Житомирщини — захисникам Вітчизни у збройному конфлікті на сході України».

## Цікаві факти
- Озброєні особи в масках, які захопили будівлю МВС у Краматорську, називали бордюрний камінь російським словом «поребрик» (як називають його в Санкт-Петербурзі), чим викликали підозри про можливе російське походження бойовиків.[231][232]
- Одними із перших глав маріонеткових ДНР та ЛНР були російські політтехнологи Олександр Бородай та Марат Баширов.
- Ігор Гіркін, офіцер ФСБ РФ у відставці, польовий командир проросійських сил у Слов'янську та перший міністр оборони маріонеткової ДНР у своєму інтерв'ю в листопаді 2014 року визнав, що саме він почав війну, захопивши із своїм загоном адміністративні будівлі у Слов'янську і Краматорську.[233]
- За словами колишнього голови ДНР Олександра Бородая, під час війни на Сході України, на стороні проросійських сил воювало від 30 до 50 тис. громадян Російської Федерації[234][235].
- Один із лідерів донецьких бойовиків — Олександр Ходаковський — заявив, що результати так званого «референдуму» про створення ДНР були отримані внаслідок втручання збройних підрозділів під час підрахунку голосів виборчими комісіями.[236]
- Франсуа Олланд, президент Франції, у своїй книзі «Уроки влади» розповідає про переговори з Володимиром Путіним у Мінську взимку 2015 року наступне: «Багато разів Порошенко та Путін підвищували голос один на одного. Останній раптово рознервувався та пригрозив просто та повністю розчавити війська свого співрозмовника. Це виглядало визнанням наявності його військ на сході України. Він миттєво взяв себе у руки».[237]
- Віктор Медведчук в інтерв'ю каналу 112 розповів, що у 2014 році, він разом з Нестором Шуфричем зустрілися з представниками маріонеткової ДНР лише після дзвінка у Москву, де останнім дали таку вказівку.[238]

## Зображення

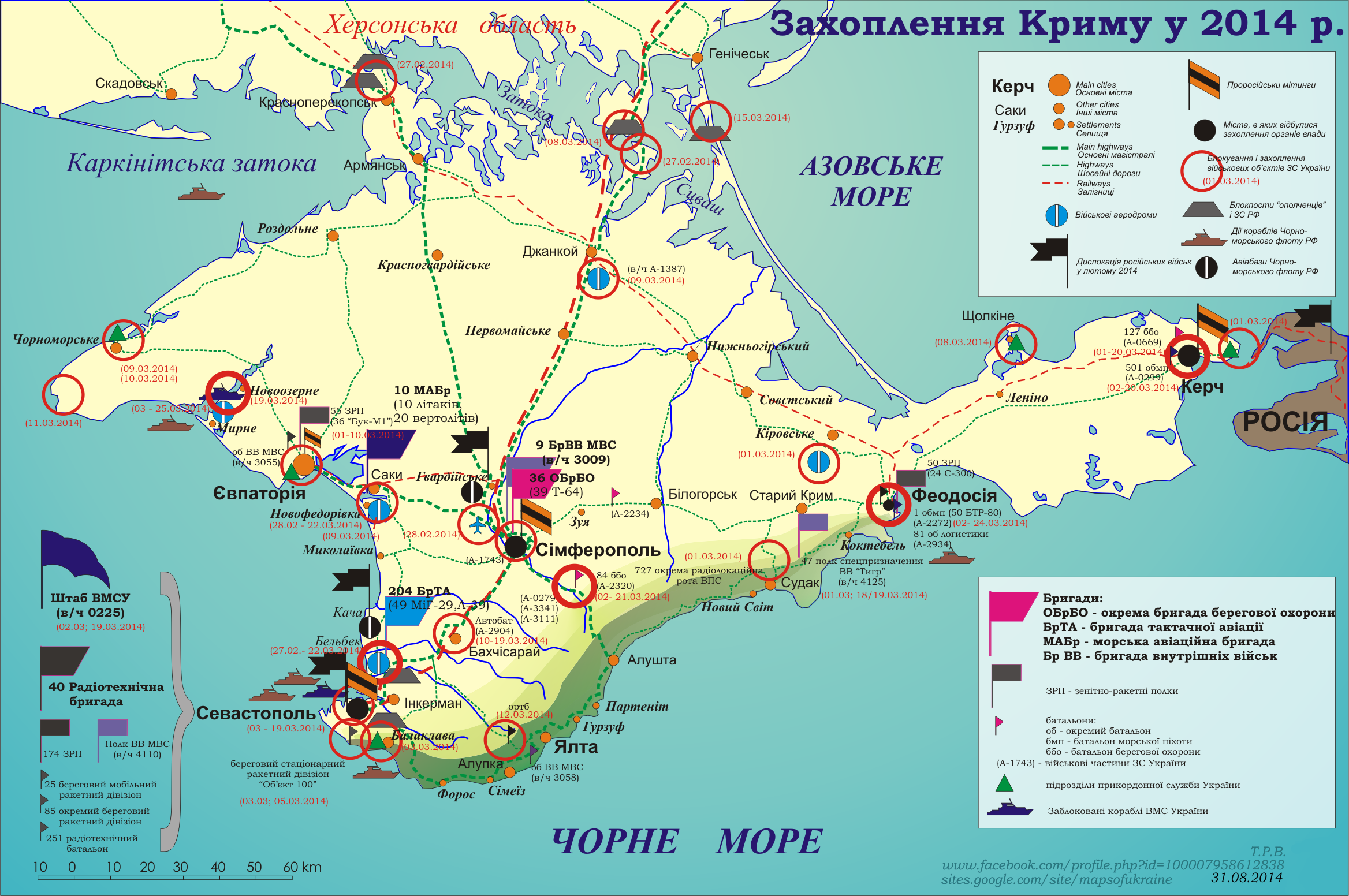
Захоплення АР Крим і м. Севастополя Росією у лютому — березні 2014 р.
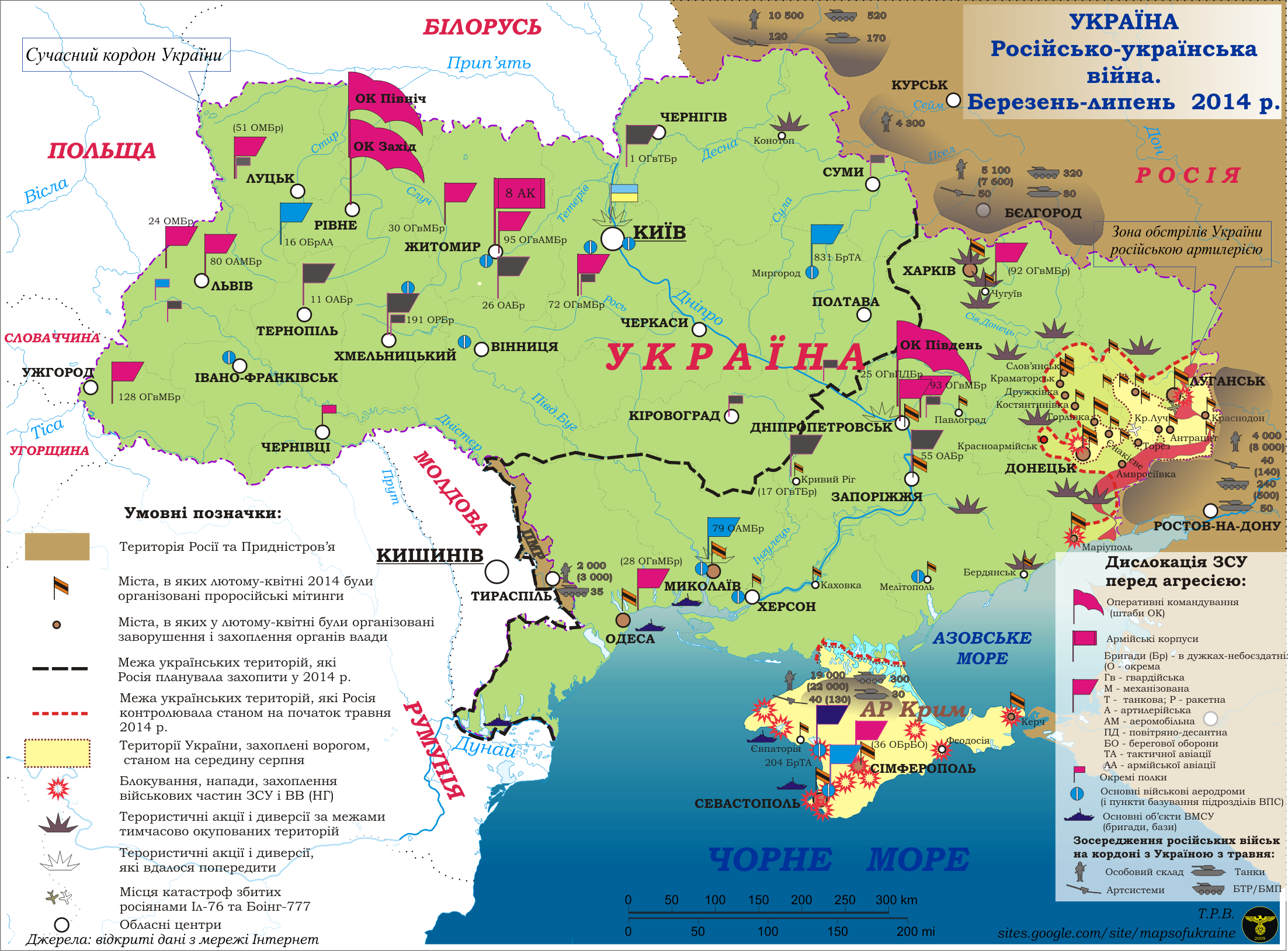
Розташування Збройних сил України на початку російської агресії у 2014 р.
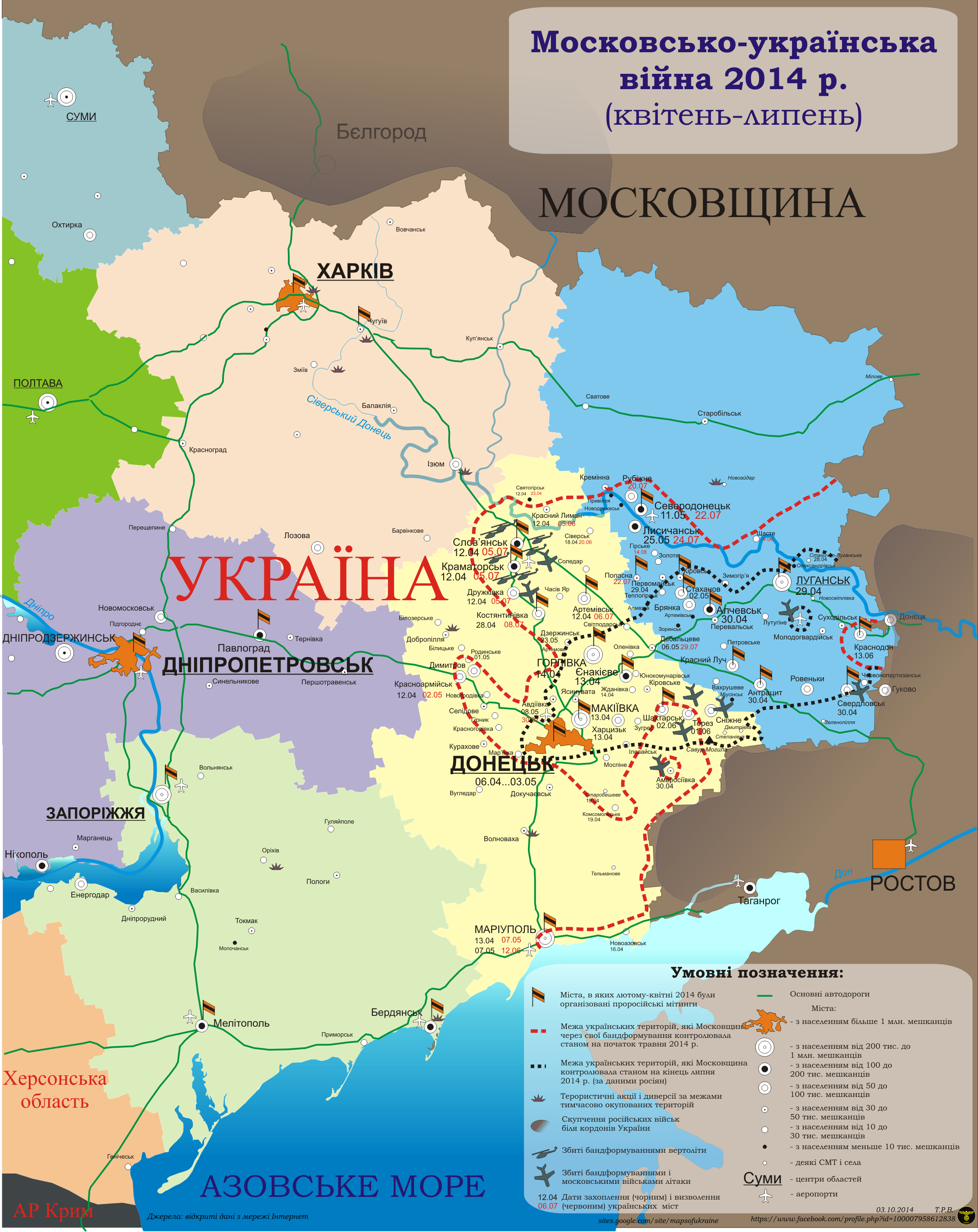
1-ший етап російсько-української війни на Донбасі: квітень — липень 2014 р.
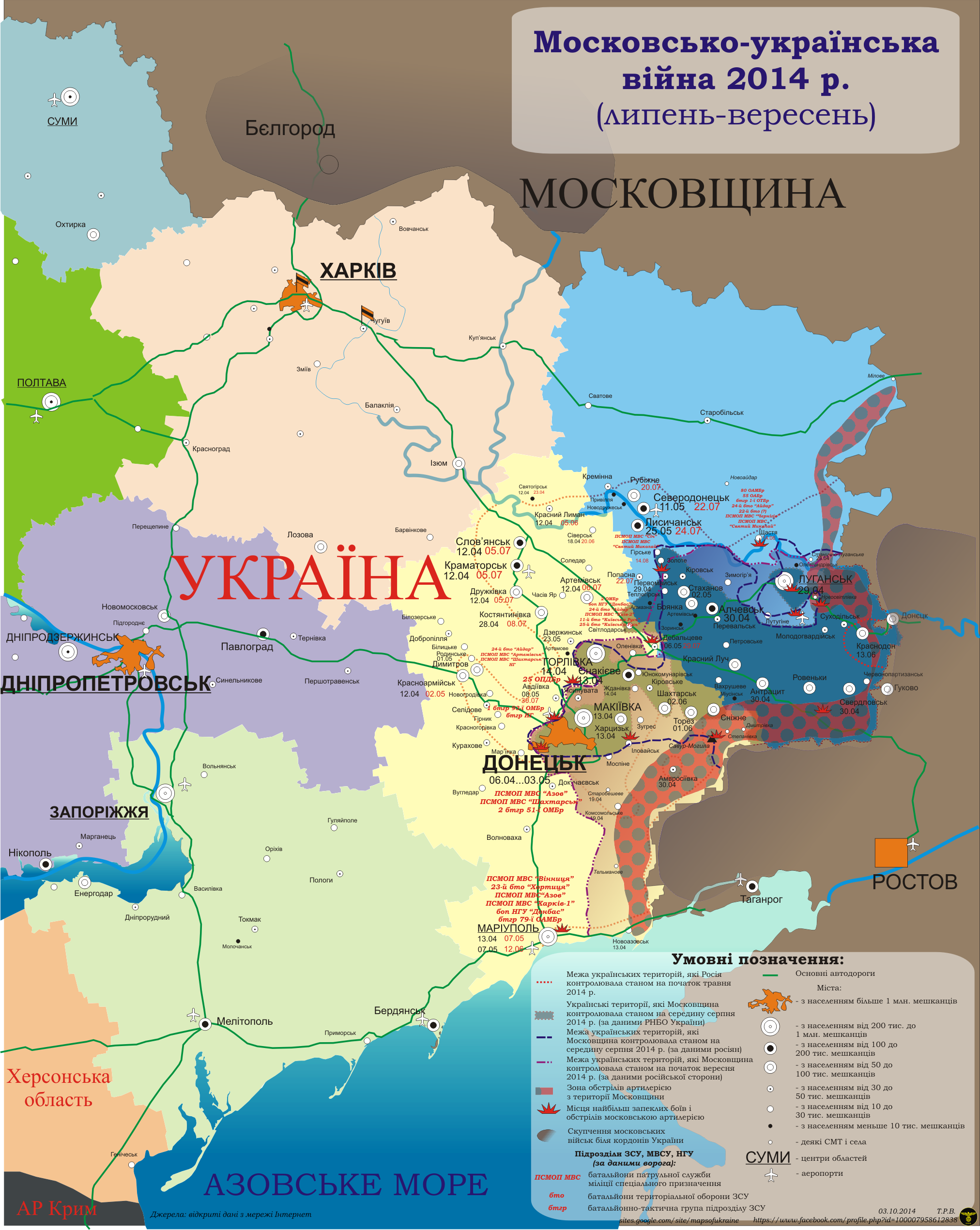
Донбас. Липень — вересень 2014 р. Контрнаступ російських військ.
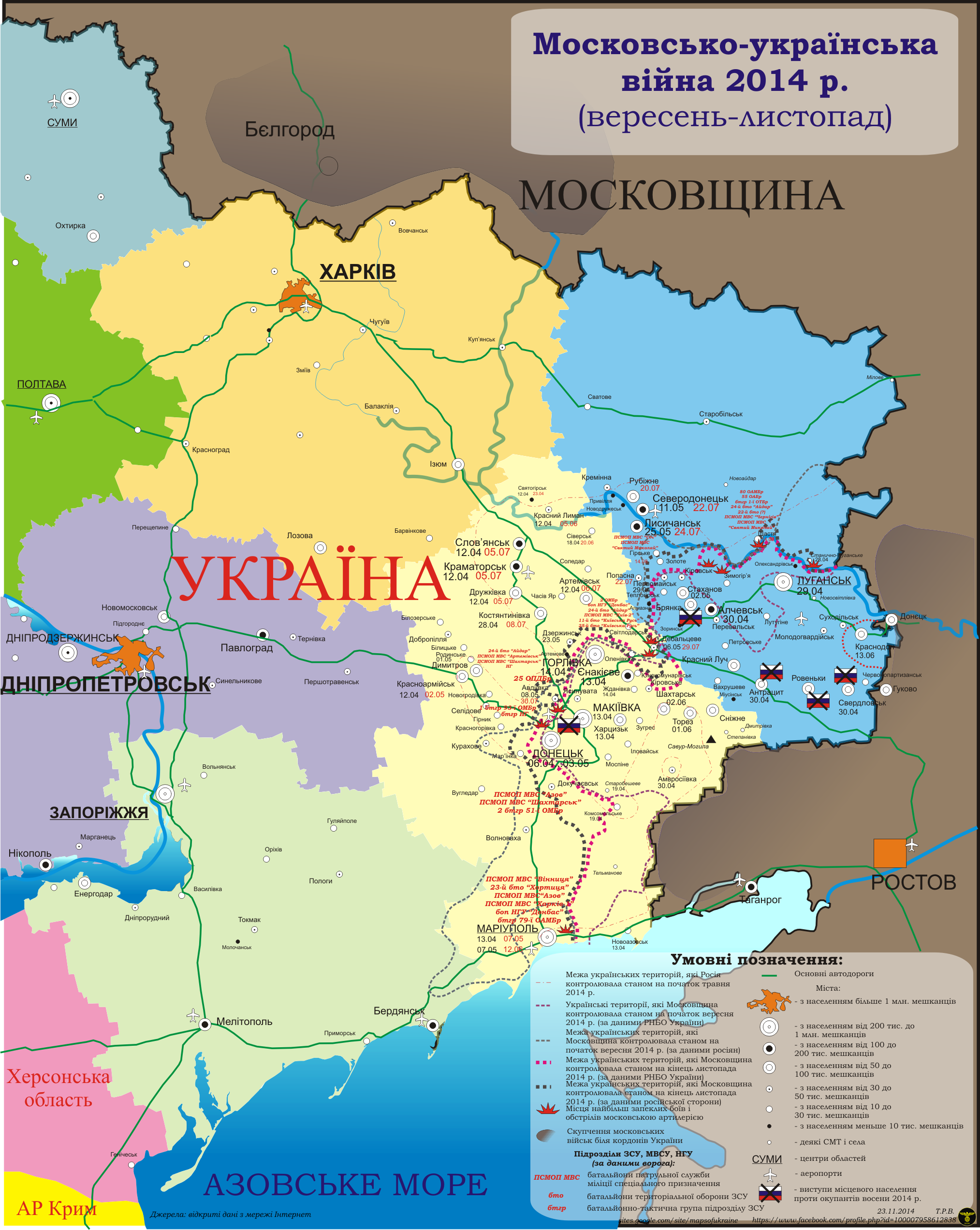
Донбас після Мінських домовленостей, вересень — листопад 2014 р.
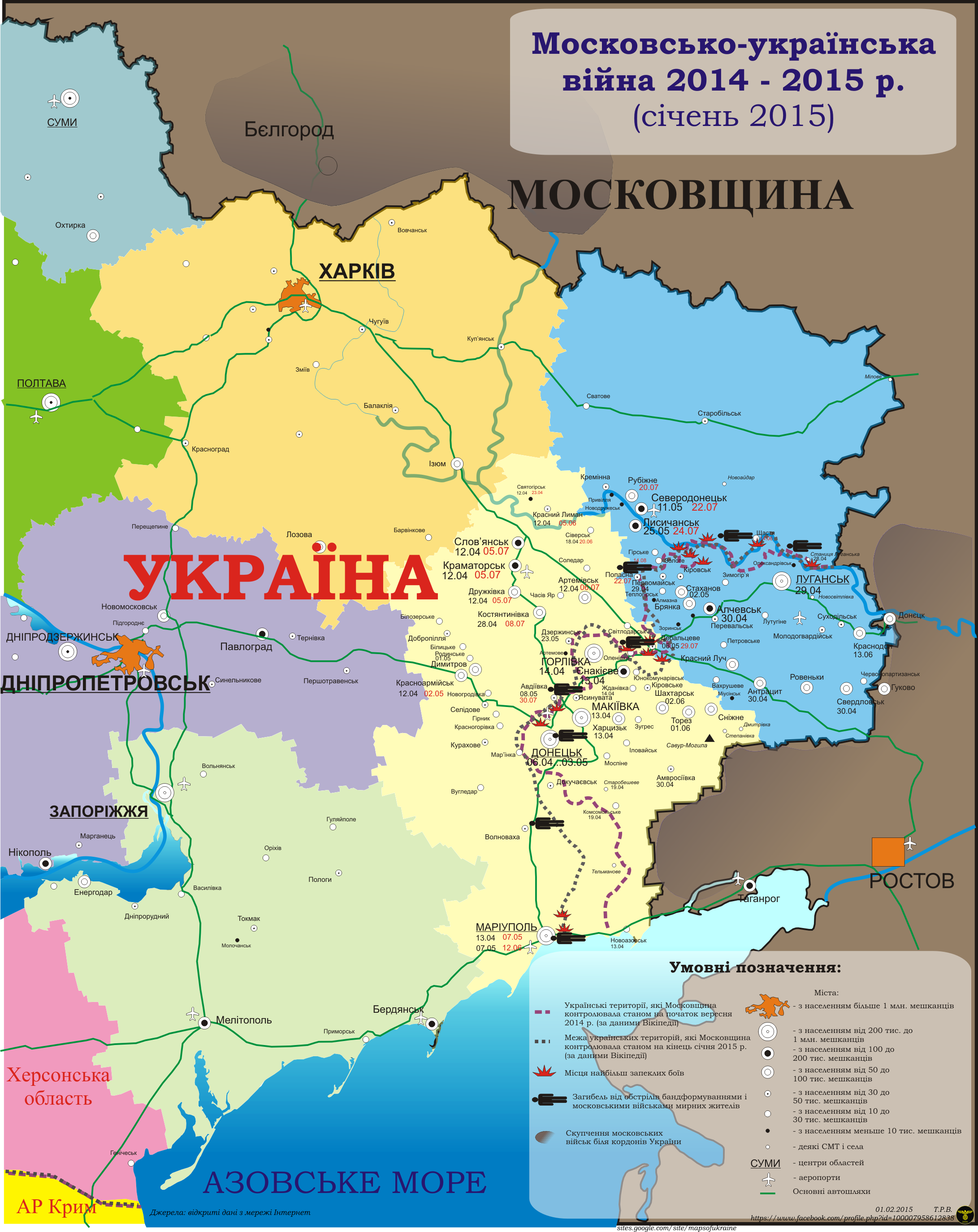
Донбас перед черговим загостренням, січень 2015 р.
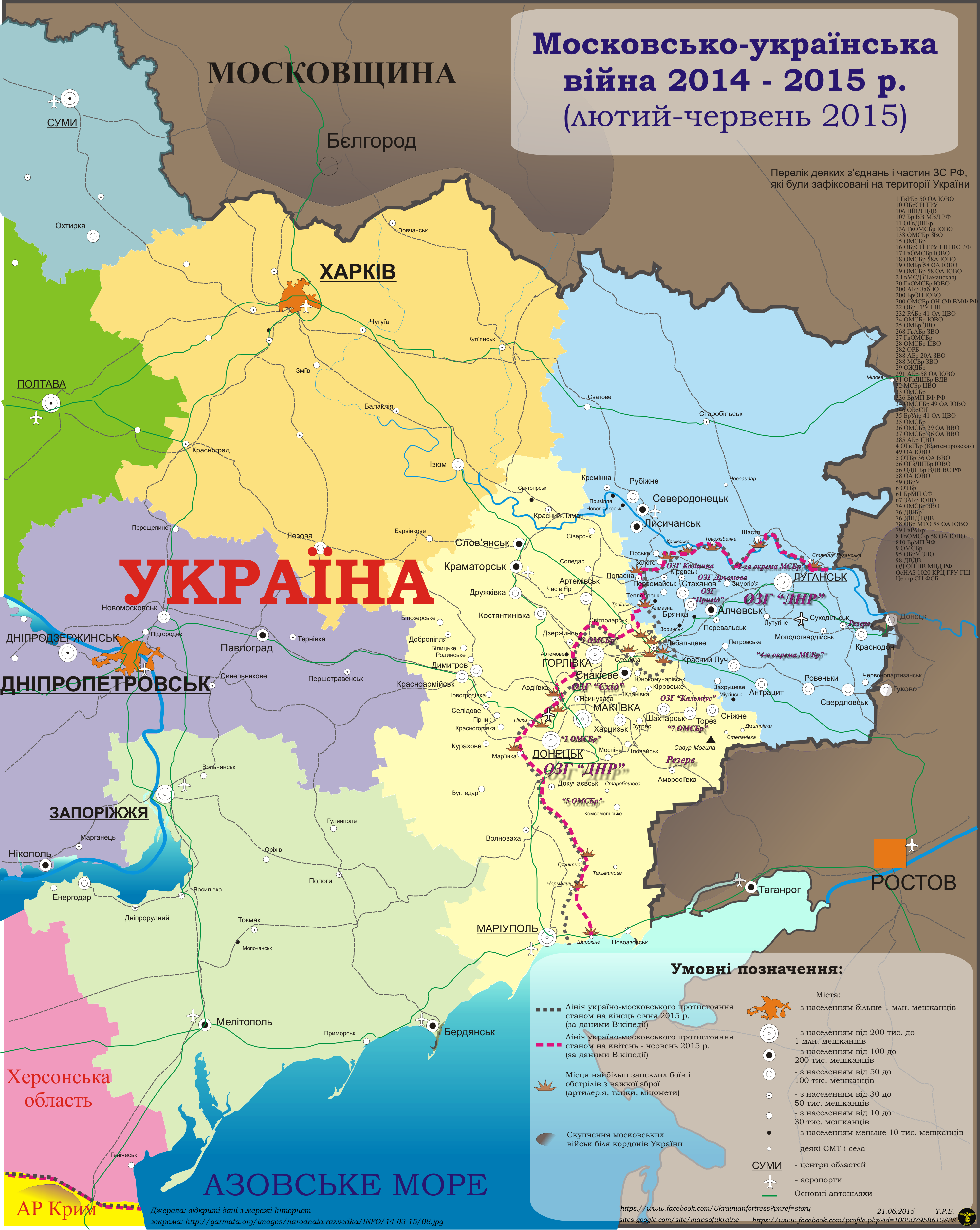
Донбас після 2-гих Мінських домовленостей, лютий — червень 2015 р.
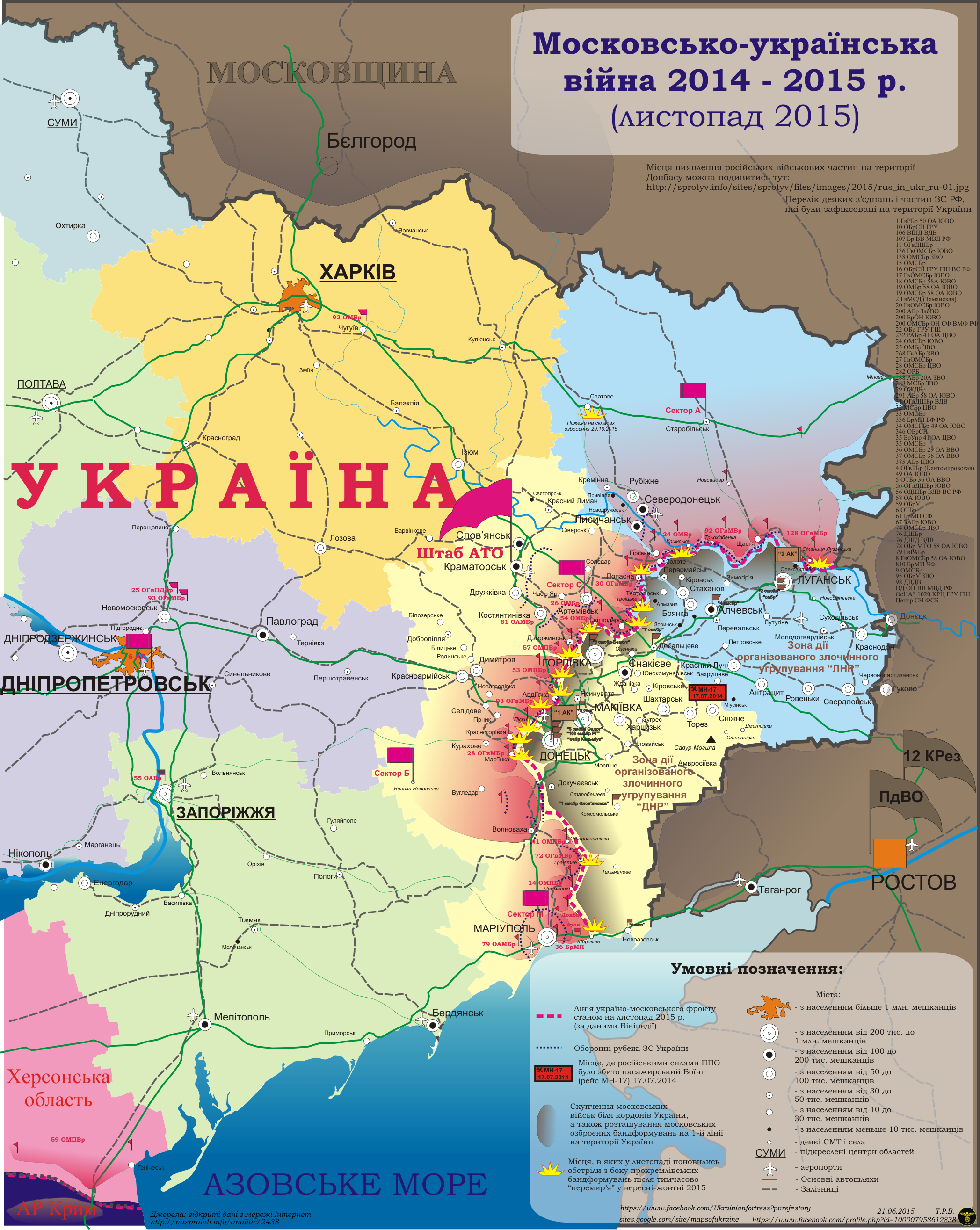
Східний фронт на Донбасі станом на листопад 2015 р.

## Виноски
1. ↑  Kofman, Michael; Migacheva, Katya; Nichiporuk, Brian; Radin, Andrew; Tkacheva, Olesya; Oberholtzer, Jenny (2017). Lessons from Russia's Operations in Crimea and Eastern Ukraine (PDF) (Звіт). Santa Monica: RAND Corporation. с. 91.
2. ↑  Військовий злочинець, полковник ЗС РФ БУШУЄВ Олександр Миколайович. gur.gov.ua. Архів оригіналу за 15 квітня 2022. Процитовано 2 травня 2022.
3. ↑  Саакашвілі повідомив про участь грузинських офіцерів на боці України в АТО. Архів оригіналу за 5 травня 2021. Процитовано 15 грудня 2014.
4. ↑  Які іноземці воюють проти Путіна на Донбасі. Архів оригіналу за 5 травня 2021. Процитовано 15 грудня 2014.
5. ↑  На боці терористів воюють французи, італійці, бразильці — МінОборони. Архів оригіналу за 15 грудня 2019. Процитовано 15 грудня 2014.
6. ↑  Хорватия признала, что ее добровольцы воюют на востоке Украины. Архів оригіналу за 12 лютого 2015. Процитовано 12 лютого 2015.
7. ↑  «Я приїхав в Україну, щоб воювати за …» Репортаж ВВС щодо іноземців у зоні АТО. Архів оригіналу за 5 травня 2021. Процитовано 27 грудня 2014.
8. ↑  Weaver, Courtney (27 травня 2014). Chechens join pro-Russians in battle foreast Ukraine. Financial Times. Архів оригіналу за 29 листопада 2021. Процитовано 25 лютого 2015.
9. ↑  How Belarusians are fighting in Ukraine (in Russian). Rosbalt.ru. Архів оригіналу за 25 липня 2014. Процитовано 26 серпня 2014.
10. ↑  ru:Госпогранслужба: среди террористов есть абхазцы (Russian) . LB.ua. 28 травня 2014. Архів оригіналу за 29 травня 2014. Процитовано 30 серпня 2014.
11. ↑  Taylor, Adam (22 серпня 2014). The foreigners who flocked to join the fight вЂ“ in Ukraine. Washington Post. Архів оригіналу за 13 липня 2015. Процитовано 20 лютого 2023. (англ.)
12. ↑  МВД Приднестровья оказалось на Донбассе. Архів оригіналу за 13 травня 2016. Процитовано 30 квітня 2016.
13. ↑  The Two Sides of Volunteers in Ukraine. TeleSUR[en]. 21 серпня 2014. Архів оригіналу за 29 серпня 2014. Процитовано 30 серпня 2014.
14. ↑  I was a separatist fighter in Ukraine. The Guardian. 15 липня 2014. Архів оригіналу за 7 серпня 2014. Процитовано 30 серпня 2014.
15. ↑  French fighters join rebel stronghold in Donetsk. CCTV. 26 серпня 2014. Архів оригіналу за 29 серпня 2014. Процитовано 30 серпня 2014.
16. ↑  За российских боевиков на Донбассе воюет более 100 немцев, — Welt am Sonntag, сайт Цензор. НЕТ, 15.03.2015
17. 1 2  Віктор Муженко про загрозу російського вторгнення: «Це дуже поганий сценарій, але ми змушені його розглядати». Архів оригіналу за 8 вересня 2016. Процитовано 31 серпня 2016.
18. ↑  Розвідка повідомляє, що на Донбасі перебувають понад 7,5 тисяч військовослужбовців Росії. Архів оригіналу за 5 травня 2021. Процитовано 29 листопада 2021.
19. ↑  Генерал армії США: В Україні воюють 12 тисяч російських військових. Архів оригіналу за 14 жовтня 2016. Процитовано 31 серпня 2016.
20. ↑  Malaysia Airlines оприлюднили дані по загиблих: 189 із 298 — нідерландці. Архів оригіналу за 7 липня 2024. Процитовано 31 серпня 2016.{{cite web}}:  Обслуговування CS1: bot: Сторінки з посиланнями на джерела, де статус оригінального URL невідомий (посилання)
21. ↑  Волонтерський проект на базі ресурсу «Груз 200». Архів оригіналу за 24 лютого 2018. Процитовано 23 грудня 2016.
22. ↑  7-8 тисяч бойовиків знищено лише під Донецьком — розслідування. ФОТО, ВІДЕО. Архів оригіналу за 26 листопада 2017. Процитовано 30 червня 2019.
23. 1 2 3  Доповідь щодо ситуації з правами людини в Україні (16 травня – 15 серпня 2017 року) (PDF). Архів оригіналу (PDF) за 12 вересня 2017.
24. ↑  298 осіб у MH17, 1 італійський журналіст та литовський консул
25. ↑  Malaysia Airlines оприлюднили дані по загиблих: 189 із 298 — нідерландці. Архів оригіналу за 11 вересня 2016. Процитовано 31 серпня 2016.
26. ↑  Під Слов'янськом убили італійського фотокора і росіянина, француза поранили // «Українська правда», 25 травня 2014 [Архівовано 30 липня 2014 у Wayback Machine.]
Інформація про загибель італійського журналіста і його перекладача підтверджується // InfoResist, 25 травня 2014
27. ↑  Литовського почесного консула в Луганську вбили терористи. Архів оригіналу за 26 серпня 2014. Процитовано 27 серпня 2014.
28. ↑  Кого покарає Міжнародний кримінальний суд? Міфи та реалії звіту щодо України. Європейська правда. Архів оригіналу за 2 лютого 2017. Процитовано 22 січня 2017.
29. ↑  Порошенко: Нинішня неоголошена війна може стати Вітчизняною для українців. Архів оригіналу за 31 березня 2015. Процитовано 8 лютого 2015.
30. ↑  Путин ведет гибридную войну в Украине — эксперт. Архів оригіналу за 20 липня 2014. Процитовано 28 липня 2014.
31. ↑  Путин ведет в Украине гибридную войну. Архів оригіналу за 19 липня 2014. Процитовано 28 липня 2014.
32. ↑  Гибридная война. Архів оригіналу за 19 липня 2014. Процитовано 28 липня 2014.
33. ↑  У Генштабі пояснили, чому досі не визнали війною збройний конфлікт на сході України - Новини - Український тиждень, Тиждень.ua. tyzhden.ua. Архів оригіналу за 29 січня 2017. Процитовано 22 січня 2017.
34. ↑  МЗС Росії вимагає припинити АТО в Донбасі [Архівовано 3 червня 2014 у Wayback Machine.] сегодня.ua, 29.05.2014
35. ↑  Видео публикуется впервые - милиция и боевики в Донецке. Архів оригіналу за 31 травня 2017. Процитовано 29 травня 2017.
36. ↑  У зоні АТО ще є кілька точок напруги, але «динаміка позитивна» [Архівовано 31 серпня 2017 у Wayback Machine.], УП, 30 серпня 2017
37. ↑  Штаб АТО: 21 обстріл, втрат серед ЗСУ немає [Архівовано 31 серпня 2017 у Wayback Machine.], УП, 30 серпня 2017
38. ↑  З'явилися імена загиблих під Павлополем: хлопцям було від 20 до 31 року [Архівовано 8 серпня 2019 у Wayback Machine.], УП, 7 серпня 2019
39. ↑  Доповідь: СХІД УКРАЇНИ В ІНТЕҐРАТИВНИХ ПРОЦЕСАХ СУЧАСНОГО ДЕРЖАВОТВОРЕННЯ, підготовлена до VI Міжнародного конгресу УКРАЇНІСТІВ 28 ЧЕРВНЯ -1 ЛИПНЯ 2005 р.
40. ↑  Іван Дзюба. ДОНБАС ГОЛОВНОГО МОЗКУ
41. ↑  Михайло Кофман — Директор програми дослідження Росії Центру військово-морської аналітики
42. ↑  Хто з відомих людей передбачав війну Росії з Україною
43. ↑  Чому російська весна в Україні перетворилася на російську сльоту. Архів оригіналу за 11 лютого 2017. Процитовано 9 лютого 2017.
44. ↑  У Донецьку на антивоєнному мітингу сталася бійка, загинули дві людини, постраждало біля 50-ти. Архів оригіналу за 11 лютого 2017. Процитовано 9 лютого 2017.
45. ↑  Тенюх: Росія підтягнула до кордонів України 220 тис. солдатів. LB.ua. Архів оригіналу за 1 грудня 2017. Процитовано 1 грудня 2017.
46. ↑  Стенограма РНБО: Україна могла зібрати для захисту лише 5 тисяч солдатів. Українська правда. Архів оригіналу за 1 грудня 2017. Процитовано 1 грудня 2017.
47. ↑  Луганские партизаны: 20 тысяч штыков мы вам гарантируем. KP.RU — сайт «Комсомольской правды». 22 березня 2014. Архів оригіналу за 8 січня 2017. Процитовано 7 січня 2017. {{cite news}}: |first= з пропущеним |last= (довідка)
48. ↑  Урядовий портал :: Звернення Прем’єр-міністра України Арсенія Яценюка до мешканців південних і східних регіонів. www.kmu.gov.ua. Архів оригіналу за 8 січня 2017. Процитовано 7 січня 2017.
49. ↑  Яценюк обіцяє Південному Сходу мовну свободу і більше самоврядування. Українська правда. Архів оригіналу за 8 січня 2017. Процитовано 7 січня 2017.
50. ↑  Как «Ягуар» остановил создание «ХНР» в Харькове. Архів оригіналу за 24 грудня 2016. Процитовано 23 грудня 2016.
51. ↑  Яєчна неділя у Запоріжжя: як у місті розганяли любителів Леніна. Архів оригіналу за 5 квітня 2016. Процитовано 9 жовтня 2016.
52. ↑  Донецькі сепаратисти погрожують, що попросять Путіна ввести війська. Українська правда. 7 квітня 2014. Архів оригіналу за 30 листопада 2014. Процитовано 4 травня 2014.
53. ↑  Депутаты Донецкого областного совета объявили о независимости Донецкой народной республики. ТАСС (рос.). Архів оригіналу за 31 жовтня 2017. Процитовано 16 жовтня 2017.
54. ↑  Депутаты Донецкого областного совета объявили о независимости Донецко…. archive.fo. 16 жовтня 2017. Архів оригіналу за 5 травня 2021. Процитовано 16 жовтня 2017.
55. ↑  «Русская весна» в документах. Какие акты приняла Донецкая народная республика (рос.). Архів оригіналу за 4 вересня 2017. Процитовано 16 жовтня 2017.
56. ↑  «Русская весна» в документах. Какие акты приняла Донецкая народная ре…. archive.fo. 7 квітня 2014. Архів оригіналу за 7 квітня 2014. Процитовано 16 жовтня 2017.
57. ↑  Донецкая народная республика просит Путина ввести миротворческий контингент. ТАСС (рос.). Архів оригіналу за 16 жовтня 2017. Процитовано 16 жовтня 2017.
58. ↑  Год назад в Донецке провозгласили ДНР: Как это было. 112.ua (рос.). Архів оригіналу за 17 жовтня 2017. Процитовано 16 жовтня 2017.
59. ↑  Как это было. Год назад в Донецке провозгласили ДНР | Четвертая власть. 25 грудня 2015. Архів оригіналу за 25 грудня 2015. Процитовано 16 жовтня 2017.
60. ↑  Європейський суд з прав людини визнав дату початку контролю РФ на окупованому Донбасі. УП. 25.01.2023. Процитовано 25.01.2023.
61. ↑  Сепаратисти "створили" "Харківську народну республіку". Gazeta.ua. Архів оригіналу за 24 грудня 2016. Процитовано 23 грудня 2016.
62. ↑  Сепаратисти оголосили про створення "Харківської народної республіки". ТСН.ua. Архів оригіналу за 24 грудня 2016. Процитовано 23 грудня 2016.
63. ↑  В Одесі православні сепаратисти створили "народну республіку Новоросію". Архів оригіналу за 24 грудня 2016. Процитовано 23 грудня 2016.
64. ↑  Сепаратисти проголосили «Луганську народну республіку», — відео. Архів оригіналу за 1 грудня 2014. Процитовано 30 листопада 2014.
65. ↑  У Луганську сепаратисти оголосили про створення «Луганської народної республіки». Архів оригіналу за 1 грудня 2014. Процитовано 30 листопада 2014.
66. ↑  У Луганську проголосили «Луганську народну республіку». Архів оригіналу за 2 грудня 2014. Процитовано 30 листопада 2014.
67. ↑  Самопроголошені республіки у Донецькій та Луганській областях кваліфіковано як терористичні організації. ГПУ. 16 травня 2014. Архів оригіналу за 14 липня 2015. Процитовано 19 травня 2014.
68. ↑  «Представляется правильным инициировать присоединение восточных областей Украины к России». Новая газета - Novayagazeta.ru (рос.). Архів оригіналу за 19 жовтня 2017. Процитовано 16 жовтня 2017.
69. ↑  Цензор.НЕТ. "Новая газета" опубликовала план России по захвату Украины. Цензор.НЕТ (рос.). Процитовано 16 жовтня 2017.
70. ↑  "Референдум" в "ДНР". Как это было. ОстроВ (рос.). Архів оригіналу за 17 жовтня 2017. Процитовано 16 жовтня 2017.
71. ↑  Пять громких заявлений Путина об истории Украины. Архів оригіналу за 24 грудня 2016. Процитовано 24 грудня 2016.
72. ↑  Що таке «Новоросія» і як з нею бути. Архів оригіналу за 2 травня 2017. Процитовано 15 квітня 2017.
73. ↑  Терористи у Слов’янську роздають зброю та облаштовують блокпости. 5 канал. 12 квітня 2014. Архів оригіналу за 29 листопада 2021. Процитовано 5 травня 2014.
74. ↑  InfoResist.org. ВИДЕО. Разбор захвата горотдела милиции в Славянске. Первой пошла разведгруппа РФ. InfoResist (рос.). Архів оригіналу за 17 червня 2014. Процитовано 14 листопада 2017.
75. ↑  Сепаратисти у Слов'янську взяли міліцію у заручники. Будують барикади. Newsru.ua. 12 квітня 2014. Архів оригіналу за 5 травня 2014. Процитовано 5 травня 2014.
76. ↑  Опознаны "зеленые человечки" на востоке Украины. Белорусский партизан (англ.). Архів оригіналу за 14 листопада 2017. Процитовано 14 листопада 2017.
77. ↑  InfoResist.org. В Славянске работает русский десант. InfoResist (рос.). Архів оригіналу за 29 грудня 2018. Процитовано 14 листопада 2017.
78. ↑  У Слов'янську перекриті всі в'їзди в місто. РБК Україна. 13 квітня 2014. Архів оригіналу за 5 травня 2014. Процитовано 5 травня 2014.
79. 1 2  РНБО розпочинає масштабну АТО із залученням Збройних Сил — Турчинов [Архівовано 17 жовтня 2017 у Wayback Machine.] Українська правда, 13 квітня 2014 р.
80. ↑  Турчинов оголосив терористам ультиматум: скласти зброю до ранку [Архівовано 16 квітня 2014 у Wayback Machine.] Українська правда. 13.04.2014.
81. 1 2  Сепаратисти атакували військову частину в Маріуполі. Є загиблі (оновлюється) [Архівовано 11 вересня 2015 у Wayback Machine.] УНІАН, 16 квітня 2014 р.
82. ↑  Під Слов'янськом загинули 6 людей, кілька десятків — поранені // «Українська правда», 5 травня 2014. Архів оригіналу за 30 березня 2015. Процитовано 13 березня 2015.
83. ↑  Під час АТО у Маріуполі знищено близько 20 терористів, загинув один правоохоронець – Аваков. ТСН. 9 травня 2014. Архів оригіналу за 23 травня 2015. Процитовано 11 травня 2014.
84. ↑  На вулицях Маріуполя сепаратисти почали зводити барикади [Архівовано 11 травня 2014 у Wayback Machine.] Тиждень.ua. 09.05.2014.
85. ↑  В Мариуполе останавливают украинский БМП ВИДЕО [Архівовано 12 травня 2014 у Wayback Machine.] Новости Донбасса. 09.05.2014. (рос.)
86. ↑  В Маріуполі розпочався бій: 8 бойовиків знищені. Факти ICTV. 9 травня 2014. Архів оригіналу за 31 травня 2014. Процитовано 11 травня 2014.
87. ↑  У Маріуполі не ходить міський транспорт. «З метою безпеки» [Архівовано 12 травня 2014 у Wayback Machine.] Українська правда. 09.05.2014.
88. ↑  В Маріуполі біля управління міліції стрілянина, є поранені. Gazeta.ua. 9 травня 2014. Архів оригіналу за 12 травня 2014. Процитовано 11 травня 2014.
89. ↑  Маріупольська міськрада: водонапірну вежу не підривали, водопостачання відновлюють [Архівовано 12 травня 2014 у Wayback Machine.] Тиждень.ua. 09.05.2014.
90. ↑  Терористи відрізали вуха та викололи очі вбитому командирові [Архівовано 11 травня 2014 у Wayback Machine.] ТСН.ua. 09.05.2014.
91. ↑  У Красноармійську стрілянина: є загиблий і поранені [Архівовано 17 травня 2014 у Wayback Machine.] ТВі. 11.05.2014.
92. ↑  Как сепаратисты провоцировали бойню в Красноармейске (+видео) [Архівовано 22 травня 2014 у Wayback Machine.] CRIME.in.UA. 11.05.2014. (рос.)
93. ↑  Перша велика кров:  загибель житомирських десантників 13 травня 2014-го під Жовтневим. www.ukrmilitary.com. Архів оригіналу за 28 вересня 2016. Процитовано 27 вересня 2016.
94. ↑  Бойовики обстріляли військовий аеродром під Краматорськом — Міноборони [Архівовано 31 травня 2014 у Wayback Machine.] Радіо Свобода. 16.05.2014.
95. ↑  Під Краматорськом затримали бойовиків, які назвалися російськими журналістами [Архівовано 12 березня 2016 у Wayback Machine.] Українська правда. 18.05.2014.
96. ↑  Під Краматорськом схопили російських журналістів, які планували обстрілювати літаки із ПЗРК [Архівовано 3 вересня 2017 у Wayback Machine.] ТСН.ua. 19.05.2014.
97. ↑  Расправа под Волновахой: бей слабых. УНІАН. 23 травня 2014. Архів оригіналу за 26 травня 2014. Процитовано 2 червня 2014.(рос.)
98. ↑  Кількість військових, загиблих під Волновахою, зросла до 17 – МОЗ. Українська правда. 23 травня 2014. Архів оригіналу за 5 травня 2021. Процитовано 31 травня 2021.
99. ↑  Бойовики штурмують Луганський прикордонний загін — є поранені
100. ↑  Latest news from the OSCE Special Monitoring Mission to Ukraine (SMM), based on information received until 18:00 hrs, 2 June (Kyiv time). Архів оригіналу за 17 вересня 2021. Процитовано 29 листопада 2021.
101. ↑  В ході АТО повністю очищена від бойовиків північ Донецької області. Архів оригіналу за 6 червня 2014. Процитовано 3 червня 2014.
102. ↑  Авіація ЗСУ двічі завдала вогневого удару по позиціях нападників біля «Маринівки» [Архівовано 7 червня 2014 у Wayback Machine.] Еспресо.tv. 05.06.2014.
103. ↑  Уряд ухвалив рішення щодо припинення руху через деякі пункти пропуску на кордоні з Росією // Урядовий портал. — 5 червня 2014. Архів оригіналу за 12 серпня 2014. Процитовано 10 березня 2015.
104. ↑  В атаку під Сніжним українських бійців повів генерал Муженко / [[Укрінформ]], 13.06.2014. Архів оригіналу за 16.06.2014. Процитовано 12.03.2015.
105. ↑  Армія потребує командирів-героїв [Архівовано 29 листопада 2021 у Wayback Machine.] // Юрій Луценко, facebook, 13 червня 2014 о 9:00
106. ↑  У Кіровограді попрощалися із заступником командира розвідувальної групи спеціального призначення сержантом Євгеном Бурко [Архівовано 6 жовтня 2014 у Wayback Machine.]
В Кіровограді в останню путь провели спецпризначенця, який загинув під Сніжним // ТСН, 17 червня 2014 [Архівовано 14 травня 2015 у Wayback Machine.]
107. ↑  Силовики підбили 2 танки й іншу техніку терористів. 4 військових загинули // «Українська правда», 13 червня 2014 [Архівовано 31 березня 2015 у Wayback Machine.]
Ожесточенные бои идут на границе. Нужно немедленно созывать СНБО // «Цензор. НЕТ», 13 червня 2014(рос.)
108. ↑  Во вчерашнем бою погибли не двое, а трое десантников 79-й Николаевской бригады // «НикВести», 13 червня 2014 [Архівовано 6 жовтня 2014 у Wayback Machine.] (рос.)
109. ↑  Лабунець Євген Сергійович. Архів оригіналу за 31 березня 2015. Процитовано 12 березня 2015.
110. ↑  Бойовики збільшили кількість важкого озброєння у Сніжному [Архівовано 8 жовтня 2014 у Wayback Machine.] // 17 июня в 22:09
111. ↑  Терористи проривались боєм біля Сніжного: є загиблі і поранені / [[Укрінформ]], 13.06.2014. Архів оригіналу за 15.07.2014. Процитовано 12.03.2015.
112. ↑  Бій за Маріуполь: як це було. Корреспондент.net. 13 червня 2014. Архів оригіналу за 11 квітня 2015. Процитовано 14 червня 2014.
113. 1 2  У Маріуполі - активна фаза АТО, зачистили центр дислокації терористів. Українська правда. 13 червня 2014. Архів оригіналу за 30 березня 2015. Процитовано 14 червня 2014.
114. ↑  Мариуполь полностью очищен от террористов. Подробности. 13 червня 2014. Архів оригіналу за 16 липня 2014. Процитовано 14 червня 2014.(рос.)
115. ↑  После штурма Мариуполя СБУ хотело отпустить главного вербовщика террористов, - батальон "Азов". Новости Донбасса. 16 червня 2014. Архів оригіналу за 26 листопада 2014. Процитовано 16 червня 2014.(рос.)
116. ↑  Щодо обстрілу прикордонників у Маріуполі // Державна прикордонна служба України, 14 Червня 2014 [Архівовано 6 жовтня 2014 у Wayback Machine.]
14 червня в Маріуполі прикордонники потрапили в засідку, ч. 1 // YouTube, 14 Червня 2014 [Архівовано 17 червня 2014 у Wayback Machine.]
14 червня в Маріуполі прикордонники потрапили в засідку, ч. 2 // YouTube, 14 Червня 2014 [Архівовано 20 травня 2015 у Wayback Machine.]
Вічна пам'ять загиблим героям-прикордонникам // Державна прикордонна служба України, 24 червня 2014 [Архівовано 14 липня 2014 у Wayback Machine.]
Прощання на плацу Оршанця // «Прочерк», 17 червня 2014 [Архівовано 20 червня 2014 у Wayback Machine.]
117. ↑  Уночі на Луганщині вбито 15 українських силовиків, доля ще 13 невідома // Дзеркало тижня, 18 червня 2014 [Архівовано 18 червня 2014 у Archive.is]
Закарпатський солдат переповів, як вони потрапили в засідку на Сході // Інформаційно-діловий портал Mukachevo.net, 18 червня 2014 [Архівовано 25 вересня 2015 у Wayback Machine.]
Під луганським містечком загинуло троє закарпатців // Високий замок, 19 червня 2014 [Архівовано 6 жовтня 2014 у Wayback Machine.]
118. ↑  Мешканці ще одного селища влаштували ЛНР голодний бунт. Архів оригіналу за 19 січня 2015. Процитовано 7 березня 2015.
119. ↑  Під Луганськом загинув журналіст телеканалу «Росія». Архів оригіналу за 31 березня 2015. Процитовано 7 березня 2015.
120. ↑  Російський журналіст, який загинув під Луганськом, потрапив на територію України нелегально — Тимчук. Архів оригіналу за 3 травня 2015. Процитовано 7 березня 2015.
121. ↑  Весь екіпаж українського танка відмовився здаватися в полон і підірвав себе гранатами // Військова панорама, 20 червня 2014. Архів оригіналу за 6 жовтня 2014. Процитовано 7 березня 2015.
122. ↑  Волинські танкісти замість полону обрали смерть? // Волинські новини, 23 червня 2014. Архів оригіналу за 6 жовтня 2014. Процитовано 7 березня 2015.
123. ↑  Подробиці загибелі волинян, які підірвали себе у танку // Волинські новини, 26 червня 2014. Архів оригіналу за 6 жовтня 2014. Процитовано 7 березня 2015.
124. ↑  Бойовиків у Слов'янську відрізали від шляхів постачання (оновлено) [Архівовано 13 листопада 2016 у Wayback Machine.] LB.ua. 19.06.2014.
125. ↑  Мирний план для Донбасу передбачає широкомасштабну амністію — Порошенко. Архів оригіналу за 9 липня 2014. Процитовано 30 листопада 2014.
126. ↑  Штурми в Артемівську, під Краматорськом і Слов'янськом — 4 військових загинули // «Українська правда», 27 червня 2014 [Архівовано 30 березня 2015 у Wayback Machine.]
Бій за блокпост біля Слов'янська тривав кілька годин, військовим довелося відступити // Національна гвардія України, 27 червня 2014 [Архівовано 26 серпня 2014 у Wayback Machine.]
127. ↑  В бою під Слов'янськом загинув бориславець // Офіційний сайт Бориславської міської ради, 27 червня 2014 [Архівовано 31 березня 2015 у Wayback Machine.]
Завтра з Майдану проводжатимуть в останній путь бійця 2-ї сотні самооборони Майдану // «Українські Національні Новини», 28 червня 2014 [Архівовано 6 жовтня 2014 у Wayback Machine.]
128. ↑  Оперативна інформація Інформаційно-аналітичного центру РНБОУ 18.06.2014 — 11.07.2014 [Архівовано 10.04.2015, у Wayback Machine.] Офіційний портал Ради національної безпеки і оборони України
129. ↑  З початку АТО звільнено 17 населених пунктів — Парубій. Архів оригіналу за 10 липня 2014. Процитовано 4 липня 2014.
130. ↑  Військові звільнили Сєверодонецьк від терористів. Архів оригіналу за 5 травня 2021. Процитовано 29 листопада 2021.
131. ↑  На околицях Луганська точиться бій (доповнено) [Архівовано 6 липня 2014 у Wayback Machine.] Еспресо.tv. 02.07.2014.
132. 1 2  Петр Шуклинов. Третий день АТО: армия у Луганска, боевики бегут, Гиркин паникует [Архівовано 4 липня 2014 у Wayback Machine.] Лига.net. 04.07.2014. (рос.)
133. ↑  В восточных районах Луганска идет бой сил АТО с боевиками — СМИ [Архівовано 7 липня 2014 у Wayback Machine.] Лига.net. 05.07.2014. (рос.)
134. ↑  Звіт АТО 04.07.14. Архів оригіналу за 5 травня 2021. Процитовано 18 липня 2014.
135. ↑  В сети появились фото уничтоженного террористами лагеря АТО под Зеленопольем [Архівовано 19 липня 2014 у Wayback Machine.] (рос.)
136. ↑  Відео: Росіяни хизуються обстрілом українських державних територій з території Російської Федерації. Архів оригіналу за 2 грудня 2015. Процитовано 17 липня 2014.
137. ↑  Сили АТО взяли під контроль Савур-Могилу. Архів оригіналу за 2 квітня 2015. Процитовано 29 липня 2014.
138. ↑  Maps of the Crash of Malaysia Airlines Flight 17 [Архівовано 19 липня 2014 у Wayback Machine.] // The New York Times, 17.07.2014
139. ↑  Літак Боїнг-777 малазійських авіаліній збили терористи в районі міста Торез Донецької області. espreso.tv. 17 липня 2014. Архів оригіналу за 30.09.2014. Процитовано 19.10.2014.
140. ↑  Санкційна удавка для Кремля [Архівовано 29 грудня 2014 у Wayback Machine.] (рос.)
141. ↑  ЄС прийняла санкції проти Російської федерації. Три ключових етапи [Архівовано 13 лютого 2015 у Wayback Machine.] (рос.)
142. ↑  Интервью Александра Захарченко, 11.08.2014. ПОЛИТИКУС - Politikus.ru (рос.). Архів оригіналу за 01.09.2018. Процитовано 21 березня 2018.
143. ↑  Интервью Захарченко. 11 августа. Русский Дозор (рос.). Архів оригіналу за 21 березня 2018. Процитовано 21 березня 2018.
144. ↑  ntv.ru. Ополченцы ДНР подготовили 200 единиц бронетехники для контрнаступления. НТВ (англ.). Архів оригіналу за 22 березня 2018. Процитовано 21 березня 2018.
145. ↑  Ополченцы ДНР готовят контрнаступление на позиции силовиков. ТВ Центр - Официальный сайт телекомпании (рос.). Архів оригіналу за 7 березня 2018. Процитовано 21 березня 2018.
146. ↑  У Станиці Луганській піднято прапор України (ФОТОФАКТ). Архів оригіналу за 5 травня 2021. Процитовано 7 березня 2015.
147. ↑  Аналіз бойових дій в районі Іловайська після вторгнення російських військ 24-29 серпня 2014 року. Архів оригіналу за 17 листопада 2015. Процитовано 1 вересня 2016.
148. ↑  КАПИТАН, КОТОРЫЙ ИЗМЕНИЛ ХОД ВОЙНЫ
149. ↑  Брифінг Головного військового прокурора Анатолія Матіоса 14.08.2015. Архів оригіналу за 10 березня 2016. Процитовано 7 вересня 2016.
150. ↑  З моменту оголошення перемир'я терористи понад 2 тис. разів порушили режим припинення вогню [Архівовано 9 грудня 2014 у Wayback Machine.] Еспресо.tv. 27.10.2014.
151. ↑  Бойовики порушили умови перемир'я вже майже 2400 разів — Тимчук [Архівовано 17 листопада 2014 у Wayback Machine.] УНІАН. 03.11.2014.
152. ↑  Терористи порушили перемир'я понад три тисячі разів — Тимчук [Архівовано 10 грудня 2014 у Wayback Machine.] Тиждень.ua. 18.11.2014.
153. ↑  Террористы нарушили минские договоренности почти три с половиной тысячи раз [Архівовано 8 грудня 2014 у Wayback Machine.] Новое время. 24.11.2014.(рос.)
154. 1 2  Донецький аеропорт здали після 242 днів оборони. Архів оригіналу за 4 березня 2016. Процитовано 29 листопада 2021.
155. ↑  18 ЯНВАРЯ 2015 ГОДА. ЛЕЙТЕНАНТ ИВАН ЖДАН И СТАРШИНА АНАТОЛИЙ СКРИЦКИЙ УНИЧТОЖИЛИ ЧЕТЫРЕ ТАНКА И ПУТИЛОВСКИЙ МОСТ В ДОНЕЦКЕ
156. ↑  Понад 200 українських бійців загинуло у боях за донецький аеропорт, — військовий експерт. Архів оригіналу за 15 серпня 2015. Процитовано 29 листопада 2021.
157. ↑  Взятий у полон російський спецназівець розповів, що думає про війну проти України // УНІАН. — 19.05.2015. Архів оригіналу за 26.04.2017. Процитовано 25.04.2017.
158. ↑  Затримані військові із РФ розкрили прізвища й цілі // Українська правда. — 19.05.2015. Архів оригіналу за 26.04.2017. Процитовано 25.04.2017.
159. ↑  Затриманий на Донеччині майор Старков проходить військову службу у Ростовській області // УНІАН. — 29.07.2015. Архів оригіналу за 22.01.2018. Процитовано 25.04.2017.
160. ↑  У 2017 році в зоні АТО загинули понад 120 військовослужбовців – Міноборони. DT.ua. Архів оригіналу за 29 листопада 2021. Процитовано 21 червня 2017.
161. ↑  Через обстріли розведення у Станиці Луганській знову не відбулося. Українська правда (укр.). Архів оригіналу за 6 лютого 2020. Процитовано 6 лютого 2020.
162. ↑  Дата зустрічі в нормандському форматі є, але Росія гальмує – Пристайко. Українська правда (укр.). Архів оригіналу за 6 лютого 2020. Процитовано 6 лютого 2020.
163. ↑  Гарантії безпеки для Золотого. Національні Дружини (укр.). 8 жовтня 2019. Архів оригіналу за 10 жовтня 2019. Процитовано 6 лютого 2020.
164. 1 2  Добровольці залишили Золоте | Новини на Gazeta.ua. web.archive.org. 8 листопада 2019. Архів оригіналу за 8 листопада 2019. Процитовано 6 лютого 2020.
165. ↑  Практичне розведення військ біля Петрівського завершилося. Українська правда (укр.). Архів оригіналу за 28 грудня 2019. Процитовано 6 лютого 2020.
166. ↑  Українська сторона підготувала пропозиції щодо наступного розведення військ на Донбасі - Пристайко. nv.ua. Архів оригіналу за 5 травня 2021. Процитовано 6 лютого 2020.
167. ↑  Чисельність українських військових на Донбасі доведена до 60 тис., — Порошенко [Архівовано 5 травня 2021 у Wayback Machine.]//Еспресо TV, 11 серпня 2014
168. ↑  Цензор.НЕТ. СТРАТЕГІЯ ВІДНОВЛЕННЯ ЦІЛІСНОСТІ УКРАЇНИ І ДЕОКУПАЦІЇ ДОНБАСУ."МЕХАНІЗМ МАЛИХ КРОКІВ". Цензор.нет (рос.). Архів оригіналу за 29 листопада 2021. Процитовано 16 травня 2019.
169. ↑  Росія проводить перегрупування військ на Донбасі: яка її мета. 20.05.2020, 17:42. Архів оригіналу за 30.05.2020. Процитовано 30.05.2020.
170. ↑  OSCE SPECIAL MONITORING MISSION (SMM) TO UKRAINE: The facts (PDF) // OSCE : сайт. — 2015. — 23 March. Процитовано 2015-03-28.
171. 1 2  Опубліковано точну мапу лінії розмежування сил на Донбасі [Архівовано 18 березня 2015 у Wayback Machine.] // УНІАН
172. ↑  Сергій Лещенко. Деякі подробиці домовленостей щодо перемир'я на сході України [Архівовано 28 вересня 2014 у Wayback Machine.] // 05 вересня 2014, 21:18
173. ↑  Протокол про результати консультації Трьохсторонньої контактної групи, Мінськ, 5 вересня 2014 року. Organization for Security and Co-operation in Europe. 5 вересня 2014. Архів оригіналу за 2 жовтня 2014. Процитовано 28 вересня 2014.
174. ↑  Протокол о результатах консультаций Трехсторонней контактной группы, Минск, 5 сентября 2014 г. [Архівовано 2 жовтня 2014 у Wayback Machine.] // Издатель: Organization for Security and Co-operation in Europe. Дата: 5 сентября 2014
175. ↑  English. Архів оригіналу за 14 лютого 2015. Процитовано 7 лютого 2015.
176. ↑  На переговорах у Мінську узгодили дев'ять параметрів перемир'я. Архів оригіналу за 8 лютого 2015. Процитовано 7 лютого 2015.
177. ↑  Голова ОБСЄ Івіца Дачич вітає Угоду про виведення зброї на сході Україні, досягнутої в рамках Тристоронньої Контактної групи (англ.) . Організація з безпеки і співробітництва в Європі. Архів оригіналу за 9 червня 2021. Процитовано 13 жовтня 2015.
178. ↑  привітала угоду про відведення зброї на Донбасі [Архівовано 5 травня 2021 у Wayback Machine.] BBC
179. ↑  ОБСЄ повинно мати безперешкодний доступ до всіх окупованих територій, включно з українсько-російським кордоном – Президент України про Паризькі домовленості (укр.) . Офіційне інтернет-представництво Президента України Петра Порошенка. Архів оригіналу за 1 квітня 2019. Процитовано 13 жовтня 2015.
180. ↑  Андрій Лисенко: Другу добу у зоні АТО триває режим припинення вогню (укр.) . Ukraine Crisis Media Center. Архів оригіналу за 19 лютого 2019. Процитовано 13 жовтня 2015.
181. ↑  Генштаб: Україна почала відведення зброї на Луганщині [Архівовано 5 травня 2021 у Wayback Machine.] BBC
182. ↑  Ukraine crisis: 'Weapons pullout begins' [Архівовано 19 жовтня 2021 у Wayback Machine.] BBC
183. ↑  Ukraine, Russian-Backed Rebels Agree To Withdraw Weapons [Архівовано 4 березня 2016 у Wayback Machine.] Радіо Свобода
184. ↑  Прифронтова інспекція. Архів оригіналу за 28 квітня 2016. Процитовано 13 січня 2016.
185. ↑  А.Богданович щодо запуску проекту «Прифронтова інспекція». Архів оригіналу за 1 жовтня 2018. Процитовано 13 січня 2016.
186. ↑  Військово-цивільна адміністрація Донецької області запроваджує моніторинг дотримання прав людини при перетині КПВВ. Архів оригіналу за 26 січня 2016. Процитовано 13 січня 2016.
187. ↑  Закрито вісім пунктів пропуску на кордоні з Росією [Архівовано 3 квітня 2015 у Wayback Machine.]
188. ↑  Кабмін розпорядився закрити 23 пункту на кордоні з Росією. Архів оригіналу за 2 жовтня 2016. Процитовано 1 жовтня 2016.
189. ↑  Пункти пропуску на кордоні з Російською Федерацією. Архів оригіналу за 15 грудня 2016. Процитовано 1 жовтня 2016.
190. ↑  ТКГ оголосила про повне і безстрокове перемир'я на Донбасі — ЗМІ // УП, 02.03.2018. Архів оригіналу за 30.03.2018. Процитовано 30.03.2018.
191. ↑  У зоні АТО почало діяти «великоднє перемир'я» // УП, 30.03.2018. Архів оригіналу за 30.03.2018. Процитовано 30.03.2018.
192. ↑  Порошенко: на Донбасі від початку року загинули 69 українських військових. 12.04.2017. Архів оригіналу за 15.04.2017. Процитовано 30.10.2017.
193. ↑  Цензор.НЕТ. За три года количество небоевых потерь - более 10 тысяч военнослужащих, из них 2150 - безвозвратные, - военная прокуратура. ДОКУМЕНТ. Цензор.НЕТ (рос.). Архів оригіналу за 29 листопада 2021. Процитовано 28 жовтня 2017.
194. ↑  Цензор.НЕТ. Генштаб уточнил потери ВСУ с начала АТО - более 10 тыс. человек, из них 2,3 тыс. -  безвозвратные, - Генштаб. Цензор.НЕТ (рос.). Архів оригіналу за 29 листопада 2021. Процитовано 28 жовтня 2017.
195. ↑  На психологическую реабилитацию участников АТО госбюджетом предусмотрено 109 млн грн, но нет нормативных документов для предоставления таких услуг, - Матиос. Цензор.нет. 25 квітня 2018. Архів оригіналу за 23 червня 2018. Процитовано 31 травня 2021. (рос.)
196. ↑  Итоги 21.04: Боеголовки в Крыму и ураган в Москве. «Корреспондент». 22 квітня 2018. Архів оригіналу за 5 травня 2021. Процитовано 31 травня 2021.
197. ↑  За час війни на Донбасі загинуло понад 1,6 тисячі російських військових — СБУ. Архів оригіналу за 11 вересня 2016. Процитовано 31 серпня 2016.
198. ↑  В Україні загинуло, як мінімум, 400-500 російських військових — Нуланд. Українська правда. Архів оригіналу за 7 листопада 2017. Процитовано 30 жовтня 2017.
199. ↑  «Ця штучна межа роз’єднує родини» — голова місії ООН з прав людини в Україні. Архів оригіналу за 5 травня 2021. Процитовано 30 жовтня 2017.
200. ↑  В ООН підрахували кількість жертв бойових дій на Донбасі з 2014 року. slovoidilo.ua (укр.). Архів оригіналу за 2 травня 2022. Процитовано 2 травня 2022.
201. ↑  Груз 200
202. ↑  Статистика // Poternet.site
203. ↑  Ukraine: Overview of population displacement (as of 23 March 2015). Архів оригіналу за 29 жовтня 2016. Процитовано 29 жовтня 2016.
204. ↑  Від початку збройної агресії Росії проти України загинули понад 9800 людей — МЗС. Архів оригіналу за 21 лютого 2017. Процитовано 20 лютого 2017.
205. ↑  Эксперт из Нидерландов: Украина входит в ТОП-10 стран мира по количеству переселенцев | Конвиктус Украина. www.convictus.org.ua. Архів оригіналу за 20 грудня 2016. Процитовано 8 грудня 2016.
206. ↑  З початку АТО з полону бойовиків звільнили понад 3 тисячі осіб — СБУ. Архів оригіналу за 7 вересня 2017. Процитовано 7 вересня 2017.
207. ↑  Заручники Росії: кого не згадали у списках Савченко. Архів оригіналу за 7 вересня 2017. Процитовано 7 вересня 2017.
208. ↑  Помимо Саймона Островского и Евгения Гапича, в Донецкой области похищены еще как минимум двое журналистов. Архів оригіналу за 29 жовтня 2016. Процитовано 29 жовтня 2016.
209. ↑  Американський журналіст розповів про тортури сепаратистів. Відео. УкрІнформ. 25.04.2014. Архів оригіналу за 26.04.2014. Процитовано 30.04.2017.
210. ↑  Американський журналіст розповів про полон у Слов'янську. Українська Правда. 25.04.2014. Архів оригіналу за 22.01.2018. Процитовано 30.04.2017.
211. ↑  Концтабори і масові поховання на Донбасі (карта СБУ) [Архівовано 29 січня 2015 у Wayback Machine.]. Радіо «Свобода». — 2014. — 4.10.
212. ↑  СБУ показала «карту смерти» на Донбассе: концлагеря и массовые захоронения жертв боевиков. Архів оригіналу за 1 грудня 2014. Процитовано 1 березня 2015.
213. ↑  Террористы на Донбассе устроили тюрьмы и концлагеря. Архів оригіналу за 17 листопада 2014. Процитовано 1 березня 2015.
214. ↑  Human Rights Watch заявляет о пытках гражданских лиц со стороны боевиков ДНР и ЛНР. Архів оригіналу за 1 грудня 2014. Процитовано 1 березня 2015.
215. ↑  Терористи жорстоко катували полонених захисників Савур-Могили. Тіла загиблих спотворені до невпізнання. Архів оригіналу за 30 грудня 2014. Процитовано 1 березня 2015.
216. ↑  Волонтери знайшли тіла 18 українських бійців під Савур-могилою[недоступне посилання з травня 2019]
217. ↑  В області з початку військових дій зруйновано і пошкоджено понад 9 тис. об'єктів. Архів оригіналу за 24 грудня 2016. Процитовано 23 грудня 2016.
218. ↑  На Донбассе всем полностью заправляют министры Путина — Bild. Архів оригіналу за 10 квітня 2016. Процитовано 30 березня 2016.
219. ↑  Україна відновила на Донеччині понад половину зруйнованих будинків. Еспресо. 5 лютого 2019. Архів оригіналу за 3 травня 2019. Процитовано 3 травня 2019.
220. ↑  Президент визнав втрати АТО: 65 % техніки з передової знищено. 21.09.2014, 20:39. Архів оригіналу за 28.12.2014. Процитовано 01.09.2016.
221. ↑  Збройні сили втратили понад 15 тис. одиниць зброї за чотири роки 04.07.2018, 16:41. Архів оригіналу за 04.07.2018. Процитовано 04.07.2018.
222. ↑  Аваков розповів про російський слід на Донбасі [Архівовано 6 січня 2017 у Wayback Machine.] Українська правда, 12 квітня 2014 р.
223. ↑  ПОСТАНОВА Верховної Ради України «Про Заяву Верховної Ради України щодо захисту конституційних прав військовослужбовців Збройних Сил України та інших військових формувань, осіб рядового і начальницького складу та інших працівників органів внутрішніх справ України, які беруть участь у антитерористичній операції, направленій на захист незалежності, суверенітету та територіальної цілісності України, мирного життя українських громадян» [Архівовано 1 лютого 2018 у Wayback Machine.], Відомості Верховної Ради, 2014, № 20-21, ст.763
224. ↑  Як виграти інформаційну війну на Донбасі?. Українська правда. Архів оригіналу за 4 березня 2016. Процитовано 4 січня 2017.
225. ↑  ВІйна на Донбасі. Що думають українці (ДОСЛІДЖЕННЯ). Архів оригіналу за 4 січня 2017. Процитовано 4 січня 2017.
226. ↑  Риторика вокруг воюющей Украины [Архівовано 18 жовтня 2016 у Wayback Machine.] // Сергій Дацюк, для «Хвилі», 18.08.15, 11:47
227. ↑  Что делать с республиками Донбасса? (И.Стрелков, И.Хакимзянов, М.Калашников). Архів оригіналу за 31 липня 2018. Процитовано 3 серпня 2018.
228. ↑  На Берлінале покажуть фільм про Маріуполь. «Українська служба BBC». 15 січня 2016. Архів оригіналу за 19 січня 2016. Процитовано 19 січня 2016.
229. ↑  В Киеве открыли Стену памяти погибших бойцов АТО. Архів оригіналу за 11 березня 2016. Процитовано 29 листопада 2021.
230. ↑  У Житомирі почали споруджувати пам’ятник воїнам АТО/ООС. zhytomyr-future.com.ua (укр.). Архів оригіналу за 18 січня 2021. Процитовано 16 грудня 2020.
231. ↑  «Дальше, дальше *****, за поребрик!». Архів оригіналу за 11 червня 2014. Процитовано 1 червня 2014.
232. ↑  ("В Краматорске активисты нашли «поребрики» [Архівовано 15 квітня 2014 у Wayback Machine.]).
233. ↑  - Кто ты, «Стрелок»? - Интервью А.Проханова с И.Стрелковым. Архів оригіналу за 27 вересня 2015. Процитовано 26 вересня 2015.
234. ↑  Александр Бородай. Донбасс — союз добровольцев. Архів оригіналу за 13 березня 2017. Процитовано 1 грудня 2015.
235. ↑  Former Ukraine rebel head starts support group for Russian fighters. web.archive.org. 17 квітня 2021. Архів оригіналу за 17 квітня 2021. Процитовано 27 липня 2025.{{cite web}}:  Обслуговування CS1: bot: Сторінки з посиланнями на джерела, де статус оригінального URL невідомий (посилання)
236. ↑  Denis Kazanskyi, Ходаковский рассказал, как обеспечивали результат на референдуме в 2014 году, архів оригіналу за 29 листопада 2021, процитовано 3 лютого 2019
237. ↑  Що Олланд розповів про мінські угоди та плани Путіна щодо України (брит.). 3 вересня 2018. Архів оригіналу за 7 квітня 2019. Процитовано 9 лютого 2019.
238. ↑  Denis Kazanskyi, Медведчук признал что боевиками ДНР командует Москва, архів оригіналу за 12 лютого 2019, процитовано 11 лютого 2019